# Storia di Firenze

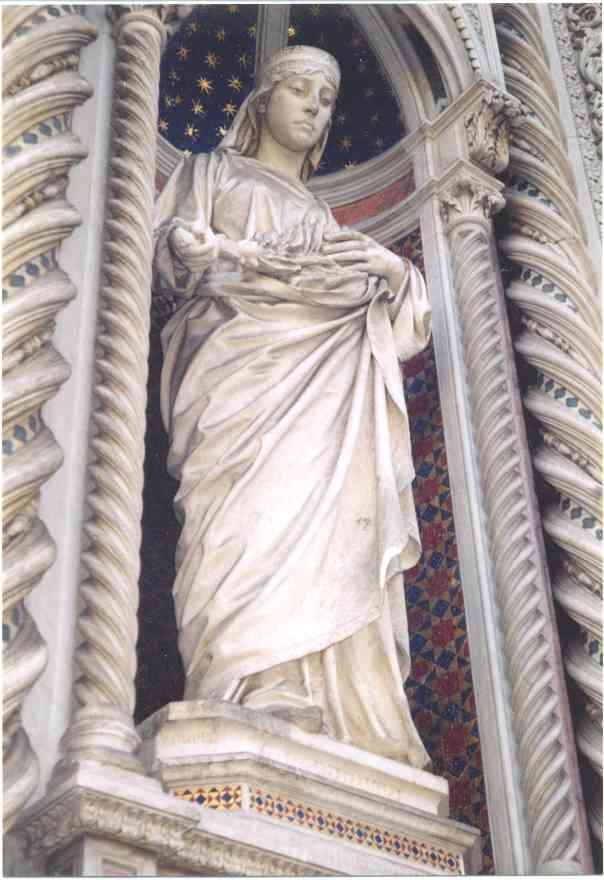
Firenze - Santa Reparata, particolare della facciata del Duomo.

La storia di Firenze riguarda le vicende storiche relative a Firenze, città dell'Italia centrale.

## Preistoria e primi insediamenti

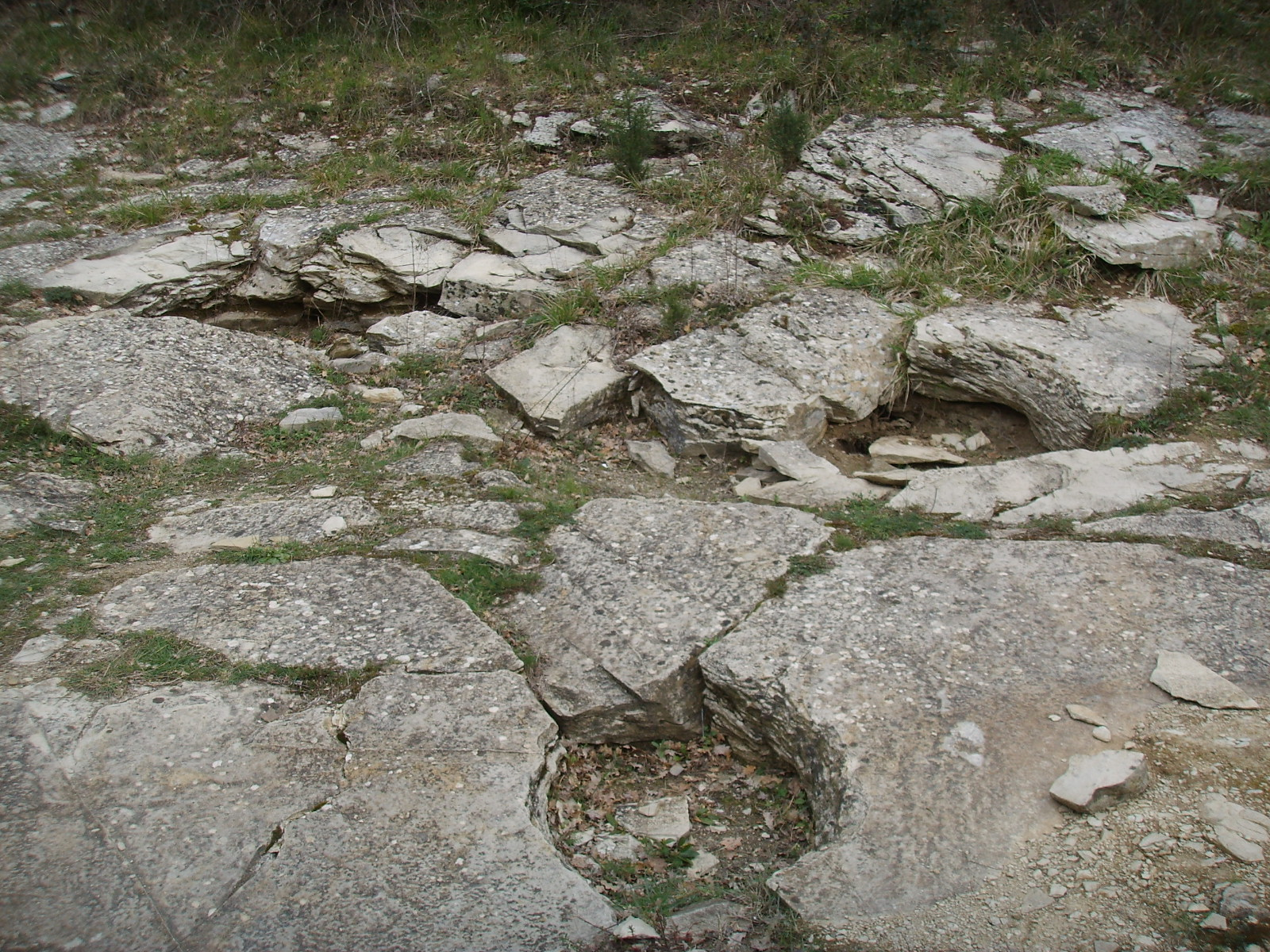
La necropoli etrusca di Palastreto sui colli di Sesto Fiorentino.

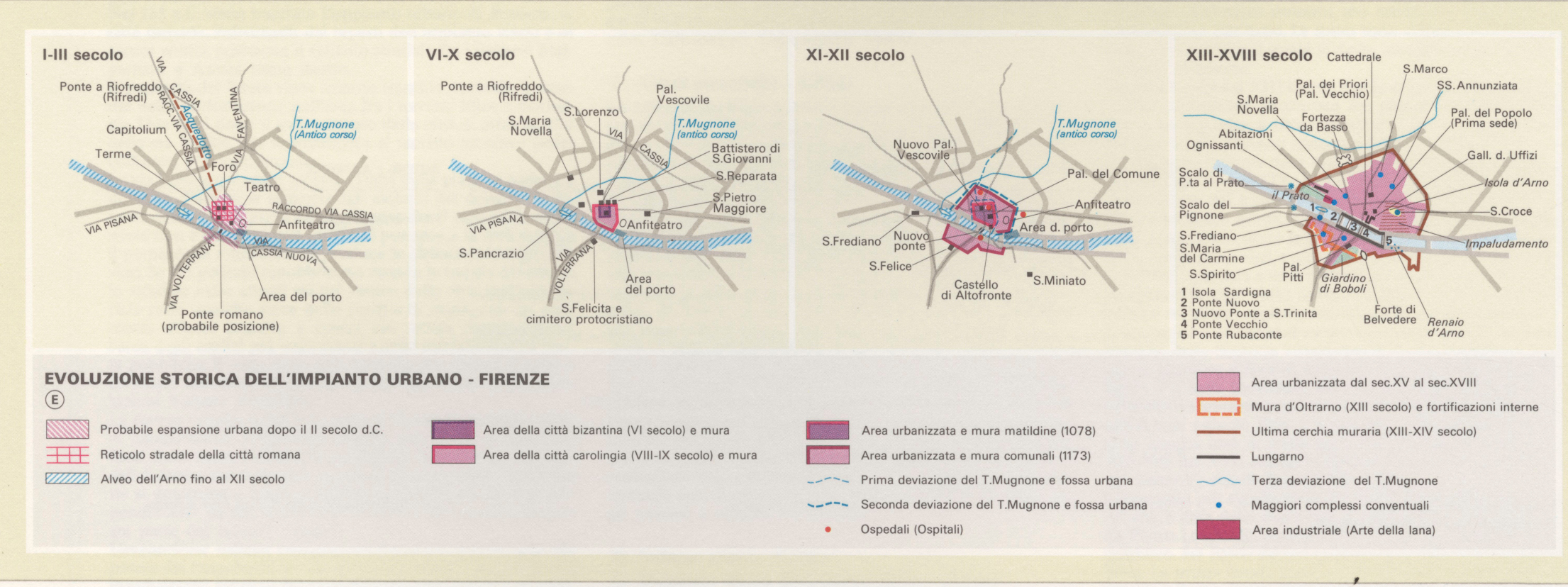
Evoluzione storica dell'impianto urbano di Firenze dal I al XVIII secolo

Nell'età quaternaria la piana di Firenze-Prato-Pistoia era un lago che stagnava tra le linee dei rilevi del Monte Albano a ovest, del Monte Giovi a nord e delle prime colline del Chianti a sud. Con il ritirarsi delle acque la pianura, situata a una cinquantina di metri sul livello del mare, rimase costellata di tanti stagni e acquitrini che, soprattutto nella zona di Campi Bisenzio, Signa e Bagno a Ripoli, furono una costante del territorio almeno fino alle bonifiche realizzate a partire dal Settecento. Una sezione del Museo di Geologia e Paleontologia illustra egregiamente questo periodo della preistoria toscana, con schede e reperti.
Si ritiene che alla confluenza del Mugnone con l'Arno vi fosse un insediamento villanoviano già tra il X e l'VIII secolo a.C. Tra il VII e il VI secolo a.C. gli Etruschi dovevano aver scoperto e usato il facile guado del fiume Arno presso la suddetta confluenza, dove anche la pianura era più stretta per la vicinanza dei colli da nord e da sud. In quel punto avevano costruito probabilmente una passerella o un servizio di traghetto, che doveva trovarsi una decina di metri dall'attuale Ponte Vecchio, nel guado più stretto. Gli etruschi comunque preferivano non fondare città in pianura per ragioni di difesa (da eserciti stranieri e dalle inondazioni) e si stabilirono a circa sei chilometri dal guado su una collina, dove nacque il centro fortificato di Vipsul, l'odierna Fiesole, ben collegato con una strada che univa tutti i principali centri etruschi dall'Emilia al nord del Lazio.

## I Romani
Il villaggio di Florentia fu fondato a primavera, durante i Ludi Florales, in onore della dea Flora o, secondo altre ipotesi, il nome fu scelto per l'abbondanza di gigli fioriti nella zona.
I Romani erano infatti particolarmente sensibili agli oroscopi e la scelta del periodo che dà inizio all'anno astrologico e astronomico era considerata particolarmente favorevole. Echi di queste credenze si trovano anche in Dante (che immaginò il suo viaggio della Divina commedia nel 1300 sotto la costellazione dell'Ariete) e in Francesco Petrarca (che nelle Rime (CCXI) entra nel labirinto "il dì sesto d'aprile"). La costellazione, la primavera, il fiore quindi ricorrono continuamente nelle vicende fiorentine.
Quando fu deciso di scegliere il nome per la moneta fu scelto il fiorino e sui gonfaloni fu messo il giaggiolo ovvero l'iris. Quando poi si dovette dedicare la cattedrale, la scelta cadde su Maria e come appellativo di distinzione venne scelto proprio del Fiore, cioè di Firenze stessa. Ci si può veramente chiedere cosa sarebbe successo se il suo fondatore non avesse scelto quel fortunato nome.
Alcuni storici ancora si dibattono circa l'esistenza di un insediamento protoromano, arrivando anche a sostenere la possibilità che fosse esistito un municipium che sarebbe stato distrutto da Silla.
Tuttavia, la storia conosciuta di Firenze comincia tradizionalmente nel 59 a.C., con la fondazione da parte dei Romani di una colonia chiamata "Florentia", destinata ai veterani dell'esercito.
Secondo alcuni storici la città sarebbe stata fondata per precise ragioni politiche e strategiche: nel 62 a.C., Fiesole era stata un covo di catilinari e Cesare volle un avamposto a solo 6 km per controllare le vie di comunicazione. 

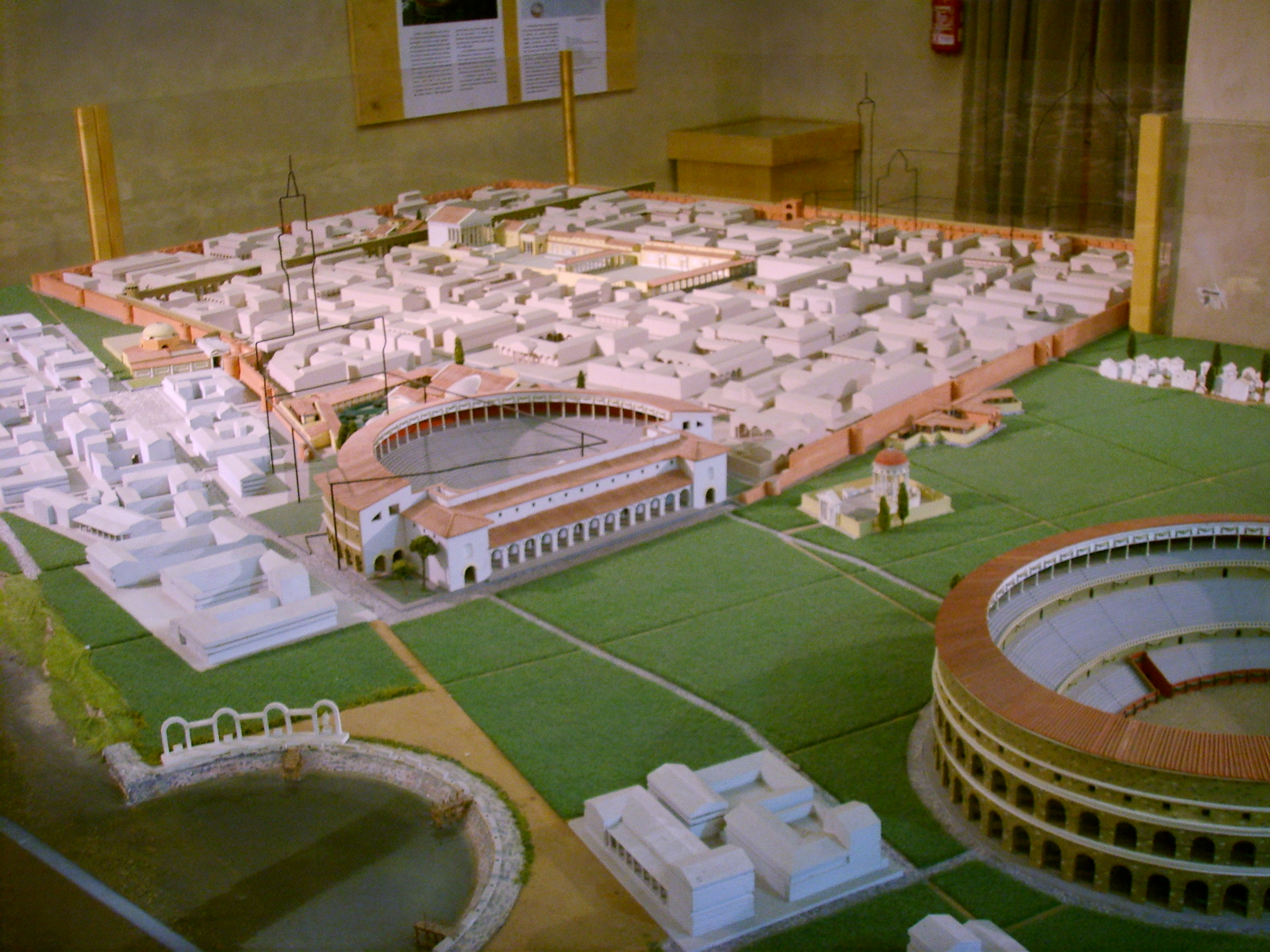
Plastico di Florentia, Museo di Firenze com'era.

Tuttavia l'effettiva fondazione sembra sia avvenuta in epoca augustea, dopo la fine delle guerre civili e dopo la bonifica del territorio.
Il territorio circostante venne infatti modificato con la centuriazione per ricavarne aree coltivabili da assegnare ai veterani. Nelle cartografie e nelle foto aeree, si possono scorgere ancora tracce sicure di questa strutturazione.
La città aveva il disegno classico previsto dagli agrimensori romani: quadrangolare con due vie che s'intersecavano e dividevano in quattro parti distinte secondo il modello del castrum in quanto tipico anche dell'accampamento militare romano. L'abitato era suddiviso al suo interno da sette strade sull'asse nord - sud intersecate ortogonalmente da cinque strade sull'asse est - ovest.
I Romani costruirono gli argini all'Arno ed al Mugnone e la scelta del sito si rivelò vantaggiosa per i trasporti: l'antica Florentia si trovò infatti sulla via consolare Cassia Nuova in un punto strategicamente molto importante perché formava un cuneo che controllava la fine della valle dell'Arno appenninica e l'inizio della pianura che conduceva al mare in direzione di Pisa. Nel 123 abbiamo le prime notizie precise sull'insediamento, quando fu creato il primo vero ponte sull'Arno. La città doveva essere dotata di tutti quegli edifici che caratterizzano le città romane, come il foro (nell'odierna Piazza della Repubblica) e aveva anche un proprio acquedotto (dal Monte Morello).
In età adrianea la città, la cui estensione superava ormai le mura, si arricchì di edifici monumentali: il teatro venne ricostruito in pietra, si costruisce un anfiteatro e si realizzano alcuni impianti termali. Esisteva anche un porto fluviale, che consentiva commerci fino con Pisa.
Prese corpo così una vera e propria città e, data la sua origine militare fu dedicata al dio Marte che fu il primo patrono di Florentia.

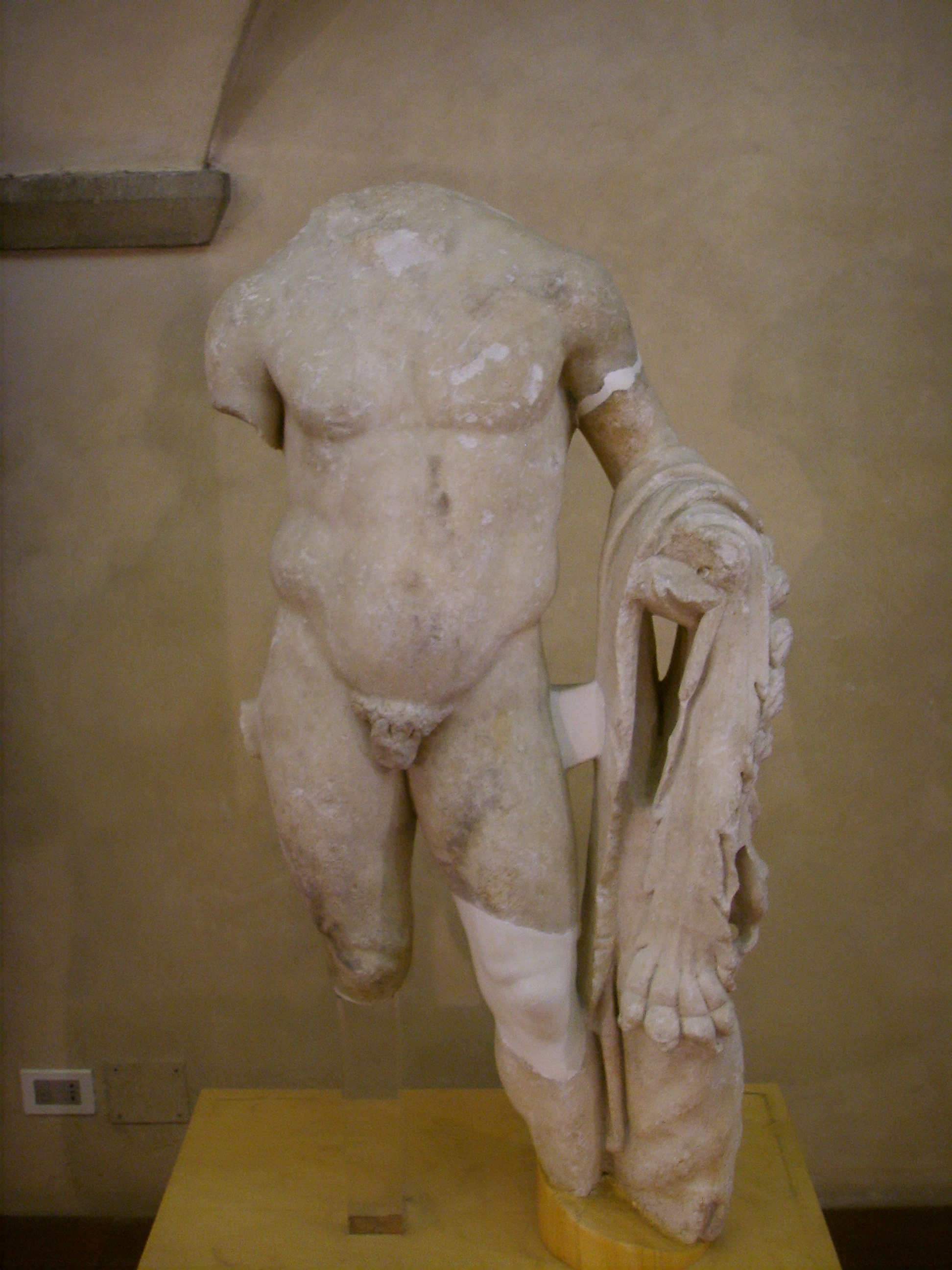
Statua romana, recuperata negli scavi delle terme, Museo di Firenze com'era.

I contorni della città romana sono ancora riconoscibili nelle piantine della Firenze attuale, dove s'individua a colpo d'occhio il nucleo quadrato del primo centro, con le strade perpendicolari tagliate dal cardo e il decumano (cioè le due vie principali) oggi individuabili in Via Strozzi, Via del Corso e Via degli Speziali, che tagliano il centro da ovest a est, e le vie Roma e Calimala che lo attraversano da nord a sud fino all'attraversamento dell'Arno. Il quadrangolo, cinto da mura fortificate con numerose torri, misurava circa 1800 metri per lato e ospitava al suo interno, secondo le stime, tra i 10.000 e 15.000 abitanti. Al centro dei quattro lati si aprivano altrettante porte che alcune delle quali furono in uso fino a tutto l'alto medioevo.
Nel 285 Diocleziano, durante il riordino dell'Impero, stabilì proprio a Firenze la sede del Corrector, cioè del comandante della legione, che era responsabile per tutta la Tuscia, a suggello della maturata importanza strategica dell'insediamento nel panorama regionale. I mercanti orientali (fra i quali una notevole colonia stabilitisi in Oltrarno appena passato il ponte) portarono il culto di Iside prima e in seguito, a partire dal II secolo quello del Cristianesimo.
Non sono rimasti monumenti visibili del periodo romano poiché Firenze ebbe un rapido sviluppo durante il periodo successivo e la Firenze medievale costruì e allargò quella romana e vi si sovrappose.
Ancora oggi però affiorano dal sottosuolo costruzioni come ad esempio il complesso termale scoperto in Piazza della Signoria proprio accanto al declivio che scende verso Piazza San Firenze dove è verosimile che fosse il teatro, oggi inglobato dal palazzo della famiglia Gondi.
Ma il monumento più riconoscibile è quello dell'anfiteatro che, sebbene invaso da case medievali dalle quali spuntano residui della primigenia costruzione in laterizio (compreso forse qualche arco di accesso), mantiene sempre la sua forma ellittica; non a caso la strada che lo circonda è stata battezzata Via Tòrta (cioè storta).
Al Museo Archeologico e al Museo topografico di Firenze com'era si trovano le più importanti testimonianze di Florentia, con numerosi reperti e sezioni per la didattica.

## L'epoca paleocristiana

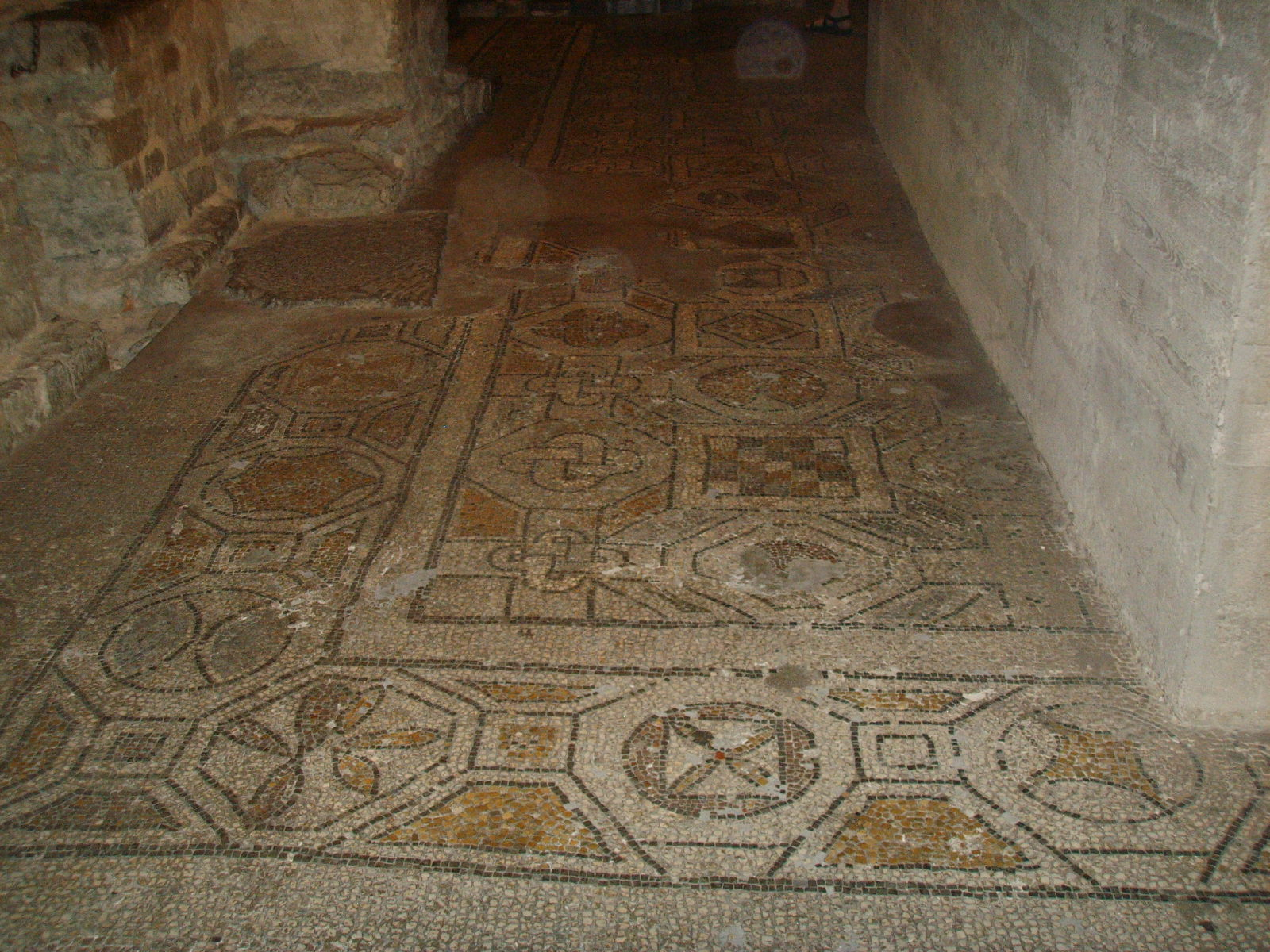
Il pavimento musivo paleocristiano di Santa Reparata

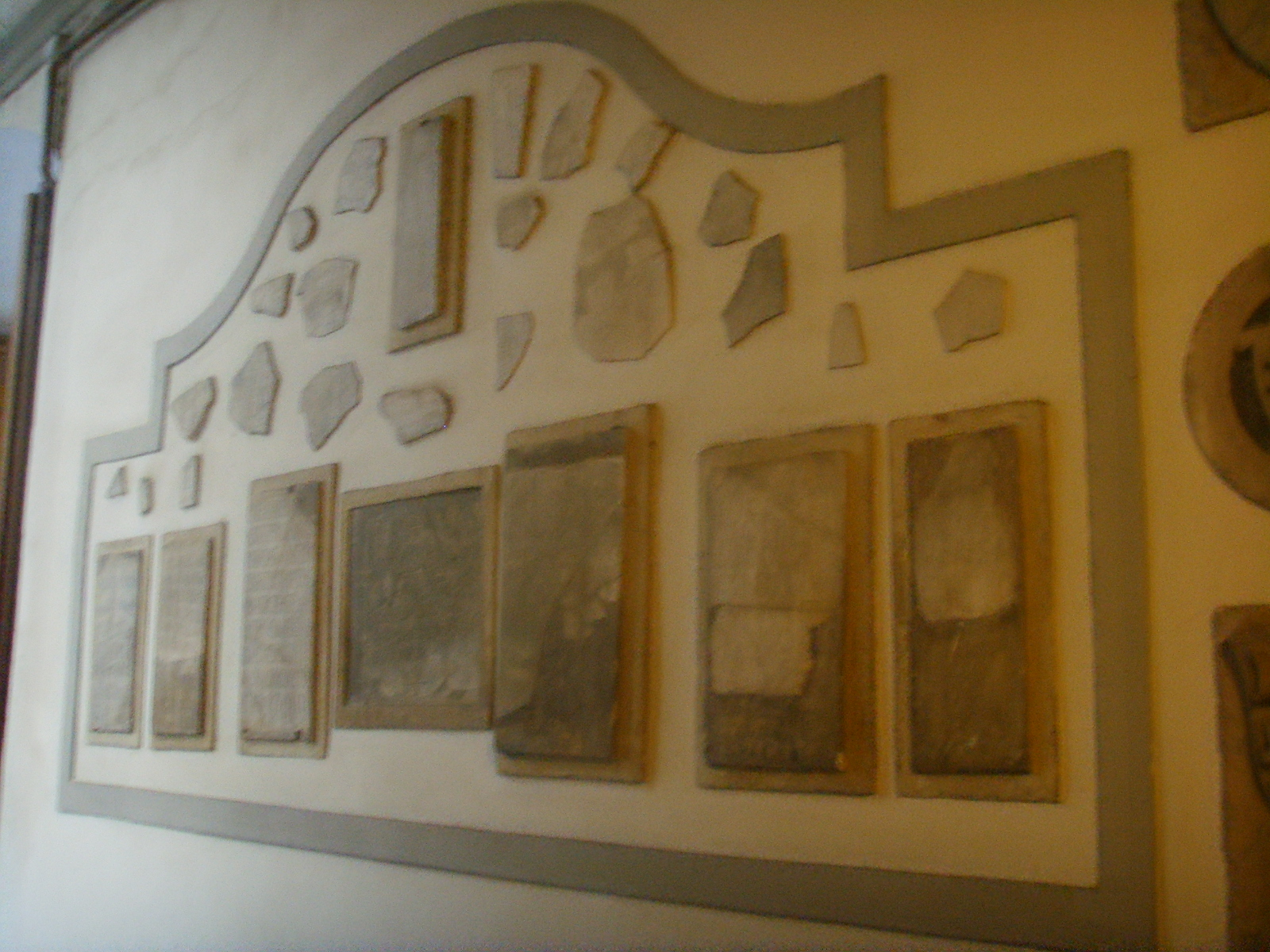
Iscrizioni romane e paleocristiane in Santa Felicita

I primi evangelizzatori a Firenze arrivarono probabilmente dall'Oriente assieme ai mercanti greco-siriaci venuti da Roma che facevano muovere i commerci in tutto l'Impero romano. Tradizionalmente gli storici due-trecenteschi, come Giovanni Villani, attribuirono l'evangelizzazione ai discepoli di san Pietro apostolo, quali gli oscuri san Frontino e san Paolino. E durante la persecuzione di Decio del 250 viene collocata la decapitazione del martire san Miniato, santo Cefaloforo perché avrebbe raccolto la sua testa e sarebbe andato a piedi verso il colle dove oggi sorge la basilica a lui dedicata.
Se queste leggende sono prive di qualsiasi testimonianza storica, è invece documentata dal ritrovamento di antichissime lapidi la presenza di cristiani nella zona della chiesa di Santa Felicita, dedicata, guarda caso, a una santa il cui culto era diffuso nel Mediterraneo orientale.
Nel 313 poi è accertata la presenza di un primo vescovo Felice, presente a Roma al raduno indetto da Papa Milziade, mentre nel 393 sant'Ambrogio visitò la città e fondò la chiesa di San Lorenzo allora fuori dalle mura (forse sul sito di una necropoli cristiana, come avveniva a quel tempo con le prime basiliche romane).
Un decennio dopo Firenze aveva un primo pater patriae rappresentato dal vescovo san Zanobi, che organizzò la diocesi e animò la resistenza dei fiorentini contro l'invasione dei Ostrogoti di Radagaiso, i quali assediarono la città ma furono provvidenzialmente sconfitti dall'arrivo di Stilicone, il grande generale dell'Imperatore Onorio (405-406). Il giorno della vittoria (secondo la tradizione) si ricordava santa Reparata di Cesarea di Palestina e proprio a questa santa martire si volle dedicare in segno di riconoscenza una pieve appena fuori dalla Porta Aquilonia, a nord, quella chiesa di Santa Reparata che alcuni secoli più tardi, con il trasferimento delle spoglie del vescovo Zanobi, diventò cattedrale, al posto del già esistente battistero di San Giovanni, allora semplicemente chiesa, indicata spesso come l'edificio più antico di Firenze che abbia mantenuto la sua struttura originaria.
Secondo studiosi come Lopes Pegna in quel periodo la città si andava anche spopolando: la villa romana trovata sotto Piazza del Duomo era già divisa in abitazioni più modeste prima di venire abbattuta per fare spazio alla platea episcopis. L'ipotesi è che i latifondisti preferirono abbandonare Firenze per difendersi da un fisco troppo esoso e per evitare che gli venissero imposte cariche amministrative che comportavano anche l'assunzione di responsabilità personali nella riscossione delle tasse.

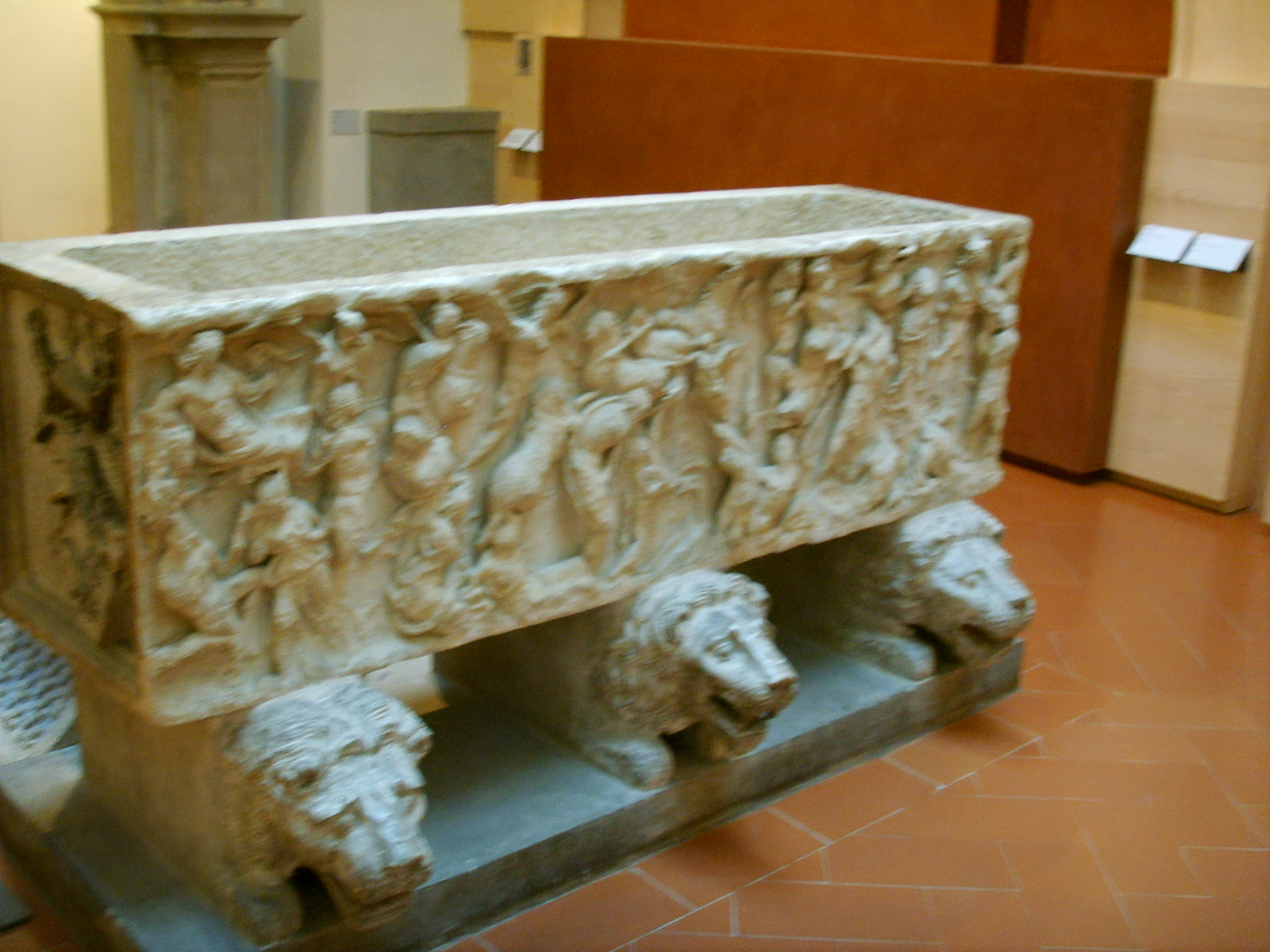
Sarcofago romano nel Museo dell'Opera del Duomo

Si consumava in quel periodo la definitiva conversione di tutta la popolazione al cristianesimo (soprattutto dopo la vittoria su Radagaiso da molti attribuita alle preghiere di Zanobi) ed è significativa la graduale sovrapposizione che sostituì l'antico patrono di Marte, patrono della Firenze romana, con il culto di san Giovanni Battista. La dedicazione al santo forse è posteriore e alcuni la intendono come un retaggio della più tarda dominazione longobarda, in ogni caso ormai Firenze aveva almeno tre chiese (San Lorenzo, Santa Felicita e la distrutta chiesa di Santa Maria in Campidoglio, nel foro) situate però appena fuori le mura, segno che comunque resisteva l'impianto urbanistico della città di epoca imperiale. Dagli scavi del 1971–1972 è stato chiarito che il tratto nord delle mura (quello verso il Duomo e San Lorenzo) era stato già abbattuto tra il II e il III secolo, per cui dovettero esistere nuove e più ampie fortificazioni che furono realizzate nella seconda metà del IV secolo quando i barbari cominciarono a fare davvero paura, per cui i nuovi edifici di culto non dovevano essere completamente esposti ai pericoli esterni.
Il Battistero, il monumento fiorentino dalla datazione più controversa, sebbene creduto in precedenza di epoca paleocristiana, scavi recenti hanno mostrato come le sue fondamenta fossero ben due metri sopra il livello della pavimentazione romana, spostandone la datazione al XII secolo. All'esterno sono riconoscibili alcuni materiali di scarto romani, quali la Naumachia vicina alla porta sud e due sarcofagi del I secolo che fino al 1966 erano posti invece all'interno della chiesa stessa, ma oggi rimossi e trasportati al Museo dell'Opera del Duomo.
Se l'invasione di Radagaiso aveva innescato quel processo di regressione che portò al medioevo più oscuro, a Firenze il V secolo non dovette tutto sommato essere ancora terribile e probabilmente fu possibile procedere nella costruzione almeno della chiesa di San Giovanni, che per i suoi caratteri originali viene attribuito come opera costruita quando la memoria dell'architettura romana era ancora viva. Tra l'attacco di Radagaiso e la guerra greco-gotica infatti ci fu circa un secolo e mezzo di pace.

## L'alto medioevo

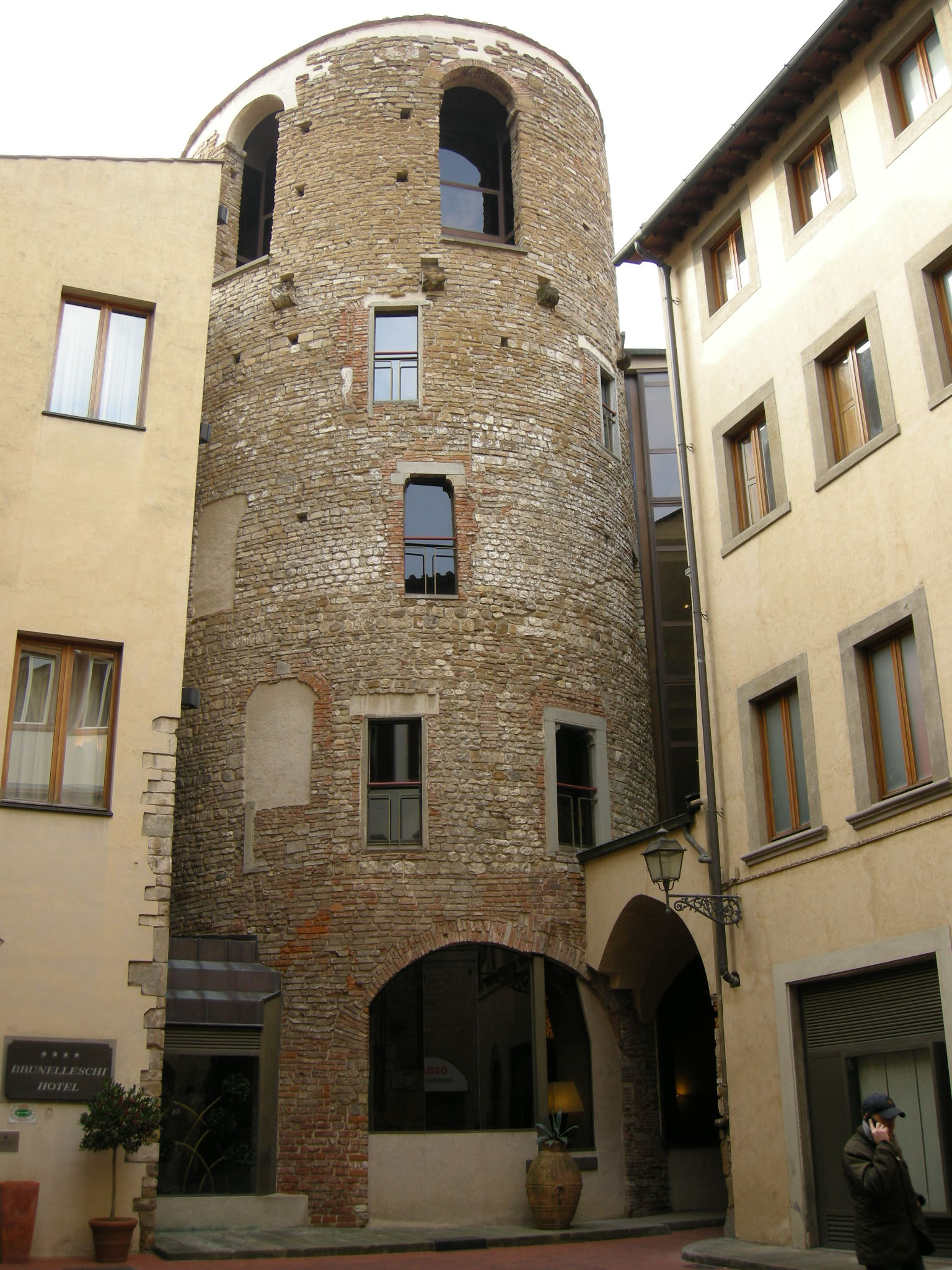
La Torre della Pagliazza, incerto vestigio della presunta seconda cerchia muraria

### Le guerre tra goti e bizantini
Firenze, come gran parte dell'Italia, finì in mano ai goti di Teodorico senza scosse. Durante le due guerre gotiche venne occupata dai bizantini di Belisario nel 541 e in seguito saccheggiata e devastata da Totila nel 550 prima di venire riconquistata dai greci guidati da Narsete.

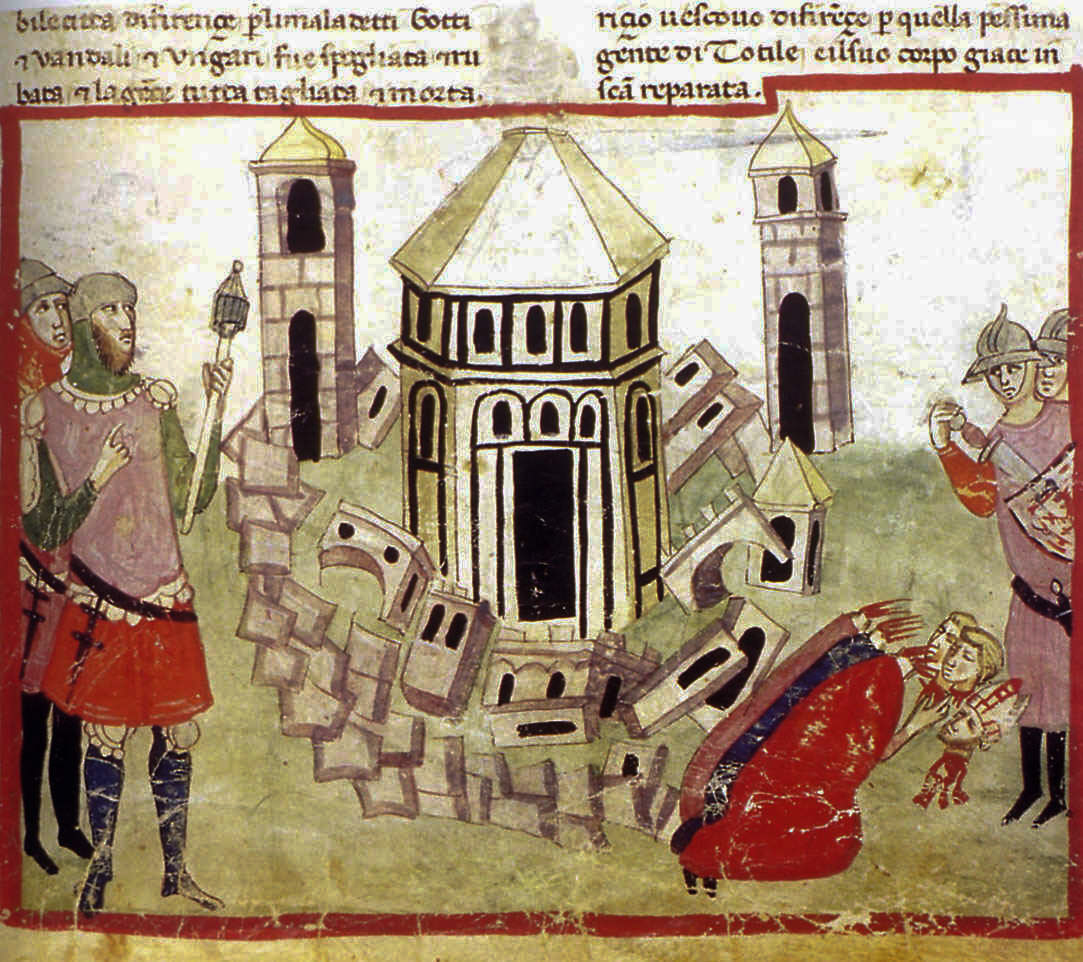
Totila fa distruggere la città di Firenze, miniatura

L'esercito di Giustiniano trovò una città così in rovina e spopolata, che nel restaurarne le difese le avrebbe fatte arretrare di alcune decine di metri. Questa teoria non ha trovato però conferme sul piano archeologico, per cui oggi viene messa in discussione. Forse l'unica vestigia di quel periodo è la Torre della Pagliazza, sorta appoggiandosi sul muro di una piscina termale, per questo dall'insolito disegno a pianta circolare. I bizantini fondarono la chiesa di sant'Apollinare, oggi distrutta, in onore del santo da essi particolarmente venerato.

### I Longobardi
Nel 570 la città passò in mano ai Longobardi, i quali però elessero come centro principale dell'area toscana Lucca. Essi, per mettere in comunicazione i territori da essi assoggettati dovettero usare strade lontane dalla Cassia e dalle strade romane, ancora controllate dai bizantini, per cui crebbe di importanza il passaggio della Cisa e la strada che si snodava per Lucca, Altopascio, Fucecchio e la Valdelsa fino a dirigersi verso Roma. Era il tracciato di quella che sarà poi chiamata Via Francigena e che tagliò Firenze fuori dai traffici più importanti, segnandone la decadenza.
Forse risale proprio a longobardi la devozione verso San Giovanni Battista, tipica dei popoli di recente conversione.
Tra il finire dell'VIII e l'inizio del IX secolo, dopo due secoli di buio completo, la città vide l'inizio di una nuova rinascita, con una prima, timida ripresa delle attività economiche e un incremento demografico, forse causato più che altro dall'inurbamento di genti del contado spaventate dalle periodiche scorribande barbariche.

### L'epoca carolingia

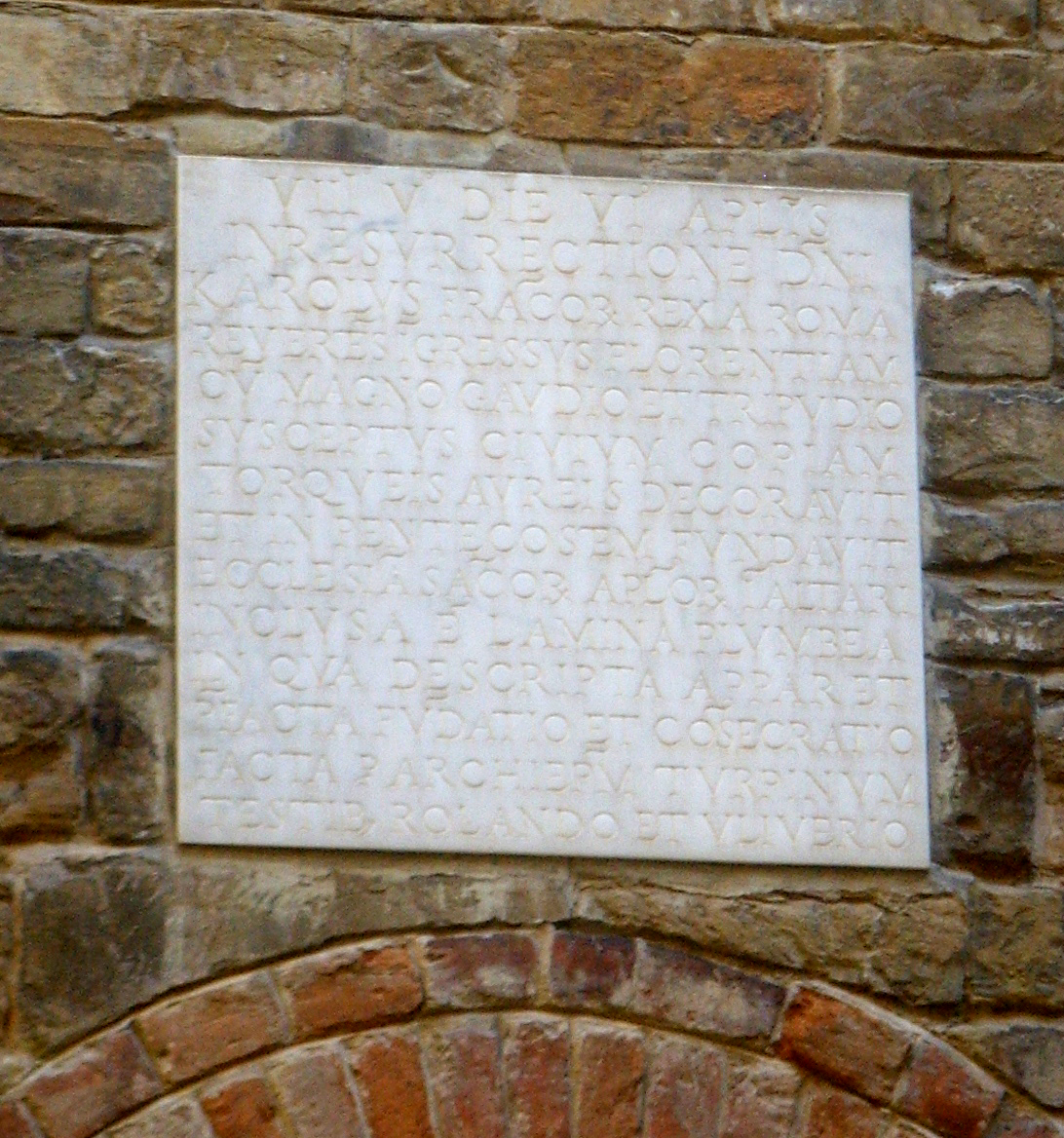
La targa davanti a Santi Apostoli che ricorda la presenza di Carlo Magno, posta nel Quattrocento

Carlo Magno si fermò almeno due volte a Firenze: nel 781, di ritorno da Roma, e nel 786, quando accolse le lamentele di alcuni monaci contro il duca longobardo Gudibrando. La presunta rifondazione di Firenze da parte del grande imperatore è un'ipotesi azzardata, spesso sostenuta con enfasi dai cronisti antichi, così come la lapide che ricorda la sua presenza alla posa della prima pietra della chiesa dei Santi Apostoli. Di fatto la nuova dominazione significò solo la sottomissione a un conte franco anziché un duca longobardo, e si dovette aspettare almeno fino all'epoca di Lotario I per assistere a un segno storicamente provato di rinascita. Iniziava così quel processo talvolta assimilato dai fiorentini a quello di "madre" e "figlia" che portò alla graduale crescita di importanza di Firenze rispetto all'antichissima Fiesole.
In questa ottica di rinascita, e forse a causa della paura verso le invasioni degli ungari, vennero rinforzate le mura ed allargate fino ad arrivare a toccare le rive l'Arno, includendo un lembo triangolare di terreno ormai stabilmente edificato, segno quindi anche di una ripresa della crescita demografica.
Nell'825, tuttavia, una banda di pirati normanni risalì l'Arno a forza di remi dalla foce fino ad un punto imprecisato per poi saccheggiare tutto il territorio ed assalire Fiesole che in quel momento era il centro più importante del medio Valdarno, riuscendo a bruciare il palazzo vescovile (dove ora si trova la Badia Fiesolana).
Nel maggio dell’anno 825 risale il capitolare di Olonense emanato nel palazzo Reale di Corteolona dell'imperatore Lotario I che costituì le scuole imperiali, oltre a Pavia capitale del Regno d'Italia, anche Firenze ebbe la scuola di diritto, di retorica e arti liberali; dalla sede di Firenze dipendevano anche gli studenti di tutta la Tuscia.
Nell'854 i comitati di Fiesole e di Firenze vennero uniti e fu scelta proprio Firenze come residenza del conte.
Se in città e nei dintorni andavano sorgendo numerose chiese, il monachesimo in città attecchiva solo con piccole istituzioni di scarso rilievo. Fu solo con la fondazione della Badia fiorentina nel 978 da Willa di Toscana che Firenze ebbe un'abbazia benedettina che fosse anche un centro d'irradiazione culturale. Il figlio di Willa, Ugo II di Tuscia intanto aveva segnato un altro fondamentale traguardo per Firenze: scelta come residenza del margraviato di Toscana, si prese una rivincita su Lucca che fino ad allora era stata la capitale politica della regione.

## Dopo l'anno Mille

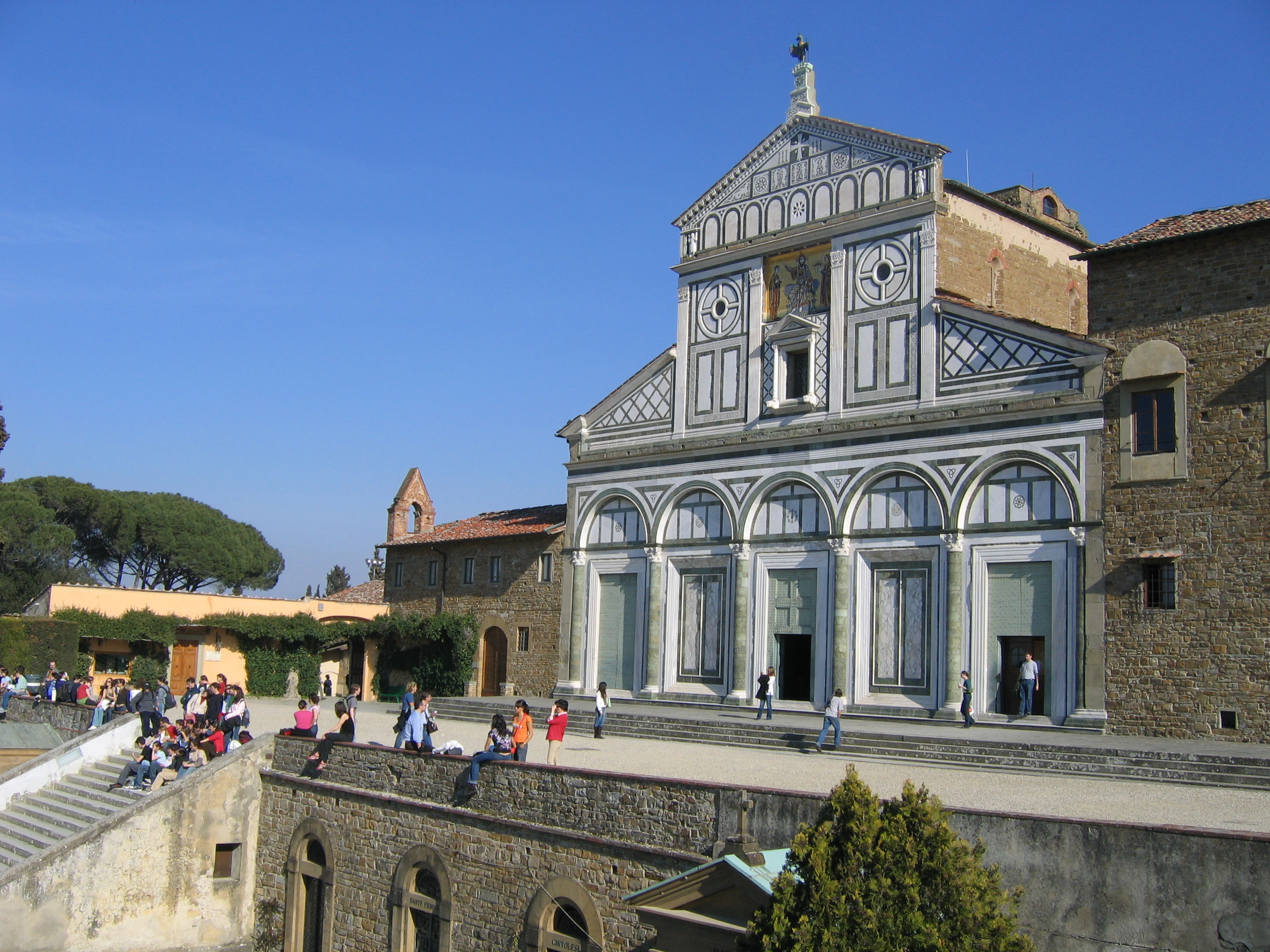
San Miniato al Monte

Il simbolo della rinascita cittadina può essere indicato con la fondazione della basilica di San Miniato al Monte, avvenuta nel 1013 alla presenza del vescovo Alibrando con il beneplacito dell'Imperatore Enrico II. La chiesa dai leggeri archi a tutto sesto, dai capitelli corinzi e dalla bella facciata in marmo bianco e verde, segnò, con l'annesso monastero, un apice del romanico in Toscana, con i primi accenni a un "proto-rinascimento" che incoraggiava il recupero di moduli classici, alla base dei futuri sviluppi dell'arte fiorentina.
Nel 1055 si tenne a Firenze un concilio alla presenza di Papa Vittore II e l'Imperatore Enrico III (in quell'occasione vennero abbellite Santa Felicita e Santa Reparata), che condannò la simonia e il concubinato del clero, ispirato dal movimento di riforma voluto dal fondatore dei vallombrosani san Giovanni Gualberto. I suoi seguaci si scontrarono con quelli del simoniaco vescovo Pietro Mezzabarba davanti al monastero di San Salvi, con la "prova del fuoco" sostenuta dal monaco Pietro, che poi fu detto Igneo. Ciò costrinse il vescovo alle dimissioni (1068).
Pochi anni prima il marchese Goffredo di Lorena sceglieva la città come sua capitale, mentre dal 1059 al 1061 per la prima volta salì sul soglio di San Pietro un vescovo fiorentino: Gerardo di Borgogna, che divenne papa Niccolò II.

## Il XII secolo

### La reggenza di Matilde di Canossa

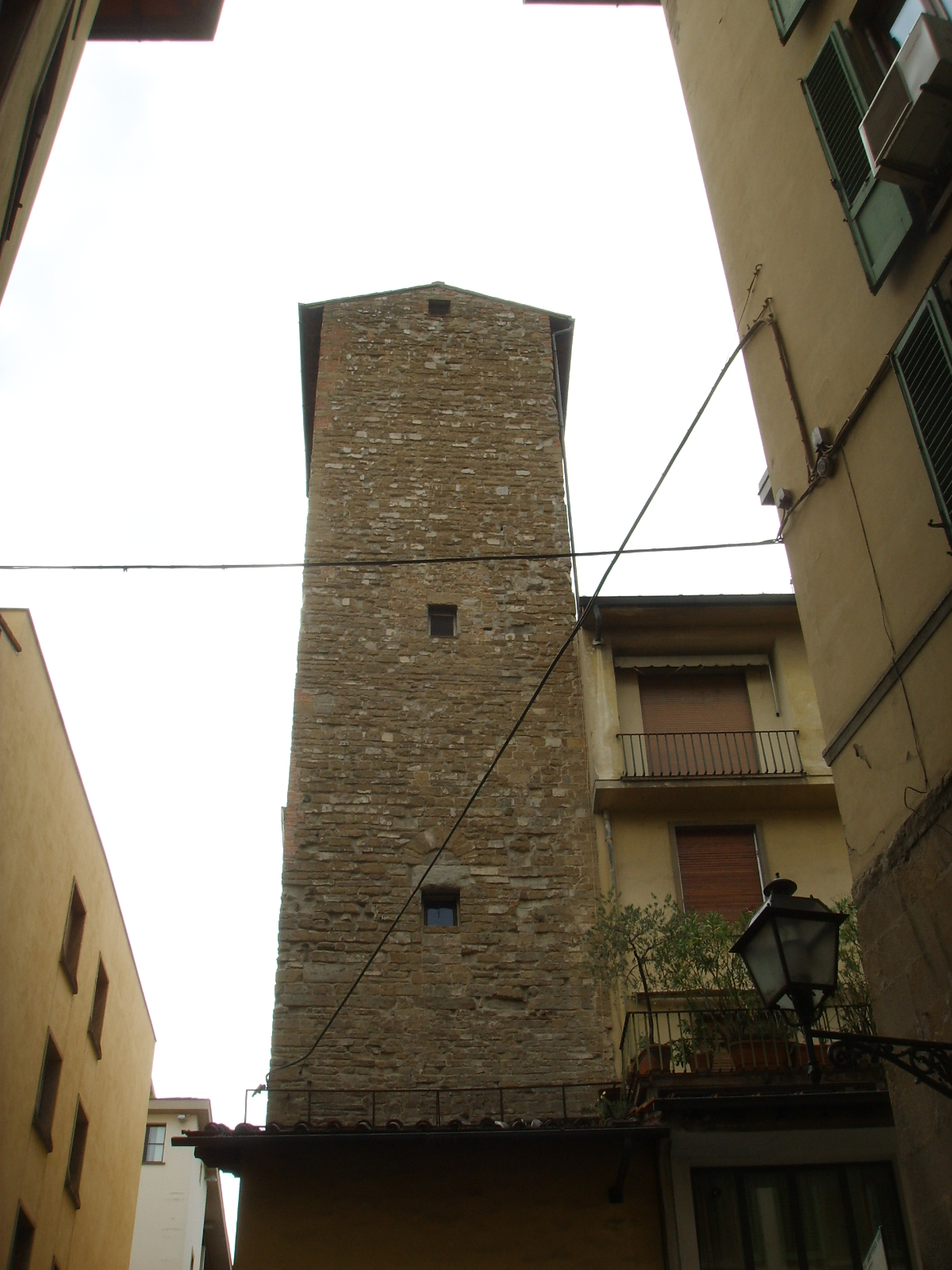
La Torre dei Baldovinetti

Se l'operato di San Giovanni Gualberto aveva segnato un primo smacco al clero corrotto, il problema non era ancora risolto, e in tutta la penisola iniziarono a formarsi gruppi di popolani (tradizionalmente provenienti dai ceti bassi, ma non solo) che si ribellavano all'autorità del clero, i cosiddetti patarini. Gli scontri tra eretici patarini e clero e, per la prima volta, tra l'embrione di guelfi e ghibellini (sostenitori rispettivamente del papato e del potere imperiale) furono però frenati finché la Contessa Matilde di Canossa fu in vita: essa resse l'equilibrio della penisola dal Piemonte al Lazio e fece da mediatrice tra gli interessi opposti. A Firenze essa aveva un castello poco fuori dalle mura (vicino alla chiesa di San Lorenzo) e la sua sola presenza occasionale bastò a sedare le rivalità cittadine, almeno fino alla sua scomparsa, avvenuta nel 1115. In quel periodo fu anche rafforzata la cerchia muraria e venne costruito un avamposto sul fiume, il Castello d'Altafronte.

### La nascita del Comune
Fu dopo l'estinzione del casato dei Cadolingi (signori del Valdarno ovest) e la quasi contemporanea scomparsa di Matilde (1113 e 1115), seguita poco tempo dopo dal lungo interregno dovuto alla morte dell'Imperatore Enrico V, che Firenze si resse a Comune autonomo, per il venir meno del margraviato, quale struttura intermedia tra impero e città.
La prima notizia del regime consolare è nella cronaca del Senzanome che riconduce i consoli al 1125. I primi consoli di cui si conosce il nome sono Burellus, Florenzitus, Broccardus, Servolus che compaiono in un atto del 19 marzo 1138.
Quindi poco si conosce dei modi di governo di quel primo Comune, poiché la documentazione riguardante gli atti amministrativi è praticamente inesistente fino agli anni intorno al 1170. In un anno i consoli arrivarono a essere dodici (due per bimestre), affiancati da un consiglio di 150 "Bonomini" e, quattro volte l'anno, da un'assemblea generale dei cittadini. Non si conoscono i requisiti per ottenere queste cariche né le rispettive funzioni con esattezza. Nella pratica si immagina che fossero comunque le grandi famiglie ad egemonizzare la vita politica comunale.
Secondo la storiografia scientifica moderna, fu in questa fase che si consolidò l'inurbamento delle famiglie della nobiltà signorile e più antica, che vantavano diritti sul contado ed appartenevano alla tradizione feudale. Da qui il germe della futura contrapposizione che generò la guerra civile ed il confronto con la contrapposta e nascente nobiltà mercantile che si andava delineando in Città.
Uno studio di Enrico Faini dell'Università di Firenze, pubblicato nel 2004, che corregge o integra alcune conclusioni precedenti, tenta di individuare le famiglie del ceto dirigente consolare esaminando non solo i documenti pubblici come già fatto da Pietro Santini ma esaminando anche gli atti privati proponendo tra queste Adimari, Amidei, Ardinghi, Brunelleschi, Buondelmonti, Caponsacchi, Donati, Fifanti, Gherardini, Nerli, Porcelli, Scolari, Uberti, come le famiglie feudatarie sicuramente presenti fin dall'inizio in virtù delle cariche pubbliche da loro assunte, a cui a vario titolo si unirebbero in periodi posteriori i Giugni, Rossi/Iacoppi, Sacchetti, Giandonati, Cavalcanti, Chiermontesi, Gianfigliazzi, Pigli, Sizi, Soldanieri, Squarciasacchi, Strozzi, Tedaldini, Tornaquinci, Vecchietti, Della Tosa, Della Bella, Giudi, Giochi, Lamberti, Infangati, Barucci, Cipriani, Avogadi, Visdomini..

### Economia in espansione
Sebbene nel panorama toscano la città fosse ancora di secondaria importanza rispetto a Lucca, Pisa o Siena, tutto il XII secolo vide la crescita delle produzioni dell'artigianato e la fortissima crescita del commercio. Il porto fluviale prosperava e via Valdarno la città si raccordava alla via Francigena. La prima attestazione delle corporazioni delle arti e mestieri risale al 1182. I mercanti fiorentini iniziavano già a inserirsi nel circuito degli scambi europei. Panni semilavorati arrivavano dalle Fiandre e dalla Francia e l'allume per la tintura dal Levante: con questi i fiorentini raffinavano e tingevano i tessuti fino a trasformarli in preziose stoffe che rivendevano all'estero a prezzi notevolmente maggiorati. Iniziavano inoltre in quell'epoca le prime attività bancarie che garantivano lauti guadagni, sebbene con alcuni rischi, non ultimo quello di accusa di usura da parte della Chiesa.

### L'assoggettamento del contado
Al pari di altre città Firenze si era dedicata al controllo del suo contado attraverso la distruzione o la conquista dei castelli, assoggettando gradualmente i feudatari che detenevano il controllo sulle terre attraverso le fortificazioni.
La resistenza delle famiglie feudali fu evidentemente ostinata, in modo particolare si distinsero gli Alberti (a nord e ovest), i Conti Guidi, (il rapporto con i Conti Guidi cambiò quando Guido Guerra sposò la fiorentina "buona Gualdrada" la figlia di Bellincione Uberti dei Ravignani per cui si stabili una tregua tra Comune e conti), i Firidolfi, gli Ubaldini ed i Pazzi della Valdarno, i Gherardini nella Val di Greve (dal loro castello principale di Montagliari) e Val d'Elsa.
Nell'espansione decisiva fu la presa di Fiesole e la sua distruzione nel 1125. La Cattedrale venne risparmiata ma al vescovo venne intimato di risiedere entro le mura fiorentine. Anche ai membri della aristocrazia feudale sottomessa nel corso dell'espansione di Firenze verso le campagne, venne imposta la cittadinanza e la residenza all'interno delle mura, almeno per un certo numero di mesi.
Nella seconda metà del secolo XIII Firenze dominava già il medio corso del Valdarno da Figline (annessa nel 1289) a Empoli (1282) e si affacciava sulla scena politica regionale accanto alle altre importanti città vicine.
All'interno della cerchia urbana andava nel frattempo acuendosi il conflitto, anche di natura culturale, prima che militare, tra la morente tradizione feudale e la nuova borghesia mercantile, manifatturiera e bancaria. La stessa edilizia cittadina, ormai caratterizzata da altissime torri (in realtà vere e proprie fortificazioni cittadine) documentava uno stato di perenne conflitto. È la Firenze della cerchia antica di Cacciaguida, ricordata da Dante.

### L'alleanza con Pisa
Nel 1171 Pisa, in difficoltà per le lotte contro Genova e contro l'imperatore Federico I Barbarossa, chiese sostegno militare a Firenze. L'appoggio venne concesso in cambio di alcune vantaggiose condizioni come una percentuale sulle rendite della zecca pisana, alcune concessioni sul trasporto di merci e mercanti fiorentini sui territori e sulle navi pisane, oltre all'uso del porto con magazzini riservati. In cambio però iniziarono anche le lunghe guerre contro i lucchesi e i senesi che erano schierati sul fronte opposto e decisi a frenare l'avanzata di Firenze.

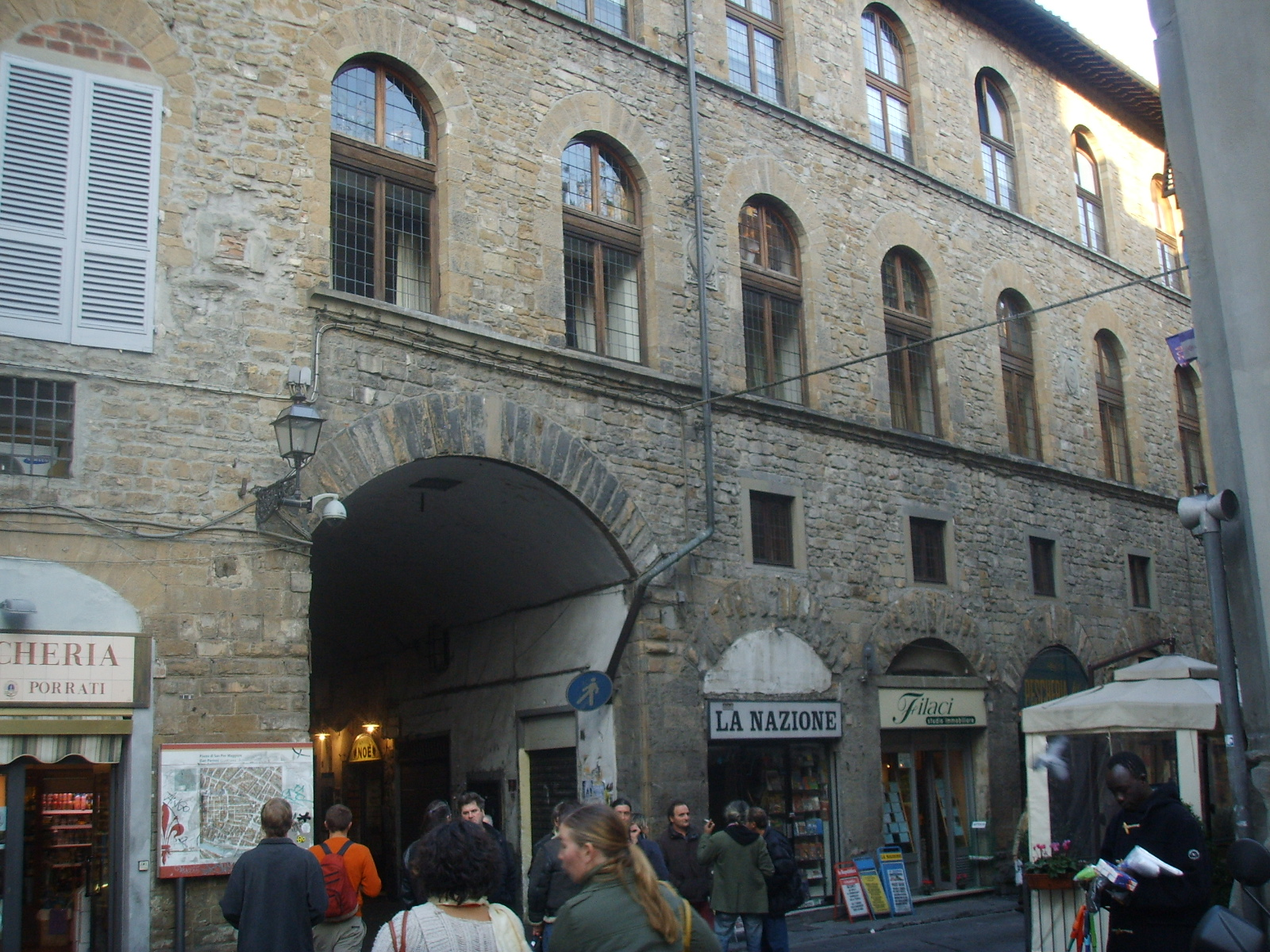
L'arco di San Pierino, già Porta San Piero, resto della cerchia del XII secolo

### La nuova cerchia di mura
L'anno successivo (1172), fino al 1175, si mise mano alle mura, che triplicarono la superficie della città (da 24 a 75 ettari circa) includendo i numerosi "borghi" che si erano formati fuori dalle porte principali di accesso, compreso, per la prima volta, l'Oltrarno. Si stima che a quell'epoca, grazie alla crescente ricchezza e al continuo flusso di genti dal contado (sia popolani, sia ricchi proprietari terrieri), la popolazione contasse circa 25.000 unità. La crescita della popolazione e della ricchezza portò anche a un primo acuirsi delle differenze sociali e una complicazione della vita politica e sociale.

### Disordini interni e fondazione delle Arti
Il tentativo degli Uberti nel 1177 di scardinare il sistema delle alleanze tra "consorterie" (i gruppi di più famiglie) che governavano il Comune si risolse con una sanguinosa guerra civile (che durò per circa tre anni) e con incendi e devastazioni. Da allora essi furono designati come i fautori dell'Impero, nel nome del quale si erano sollevati, e segnò la prima embrionale lotta tra i nascenti gruppi dei guelfi e ghibellini. Oltre alla fedeltà al papa o all'imperatore, queste due fazioni in lotta erano sicuramente più interessate a guadagnarsi, anche militarmente, la leadership politica ed economica della città, rifacendosi però agli ideali più nobili e generici sovranazionali.
Nel 1182 si vide emergere per la prima volta il ceto "borghese" dei commercianti e cittadini, con la fondazione dell'Arte di Calimala, (probabilmente questa data è da anticipare perché il Villani nella sua "Cronica" dice che sin dall'anno 1150 i consoli dell'Arte di Calimala avevano in guardia la fabbrica dell'Opera di San Giovanni) la prima associazione corporativa di mercanti che fino ad allora erano stati esclusi dal potere politico monopolizzato dalle antiche famiglie aristocratiche.
Nel 1193 una nuova insurrezione capeggiata dagli Uberti, però questa volta appoggiati anche dai nuovi ceti dei mercanti e degli artigiani, abolì il sistema dei consoli, col beneplacito dell'Imperatore Enrico VI. Sebbene istituito di nuovo nel 1197 era ormai chiaro come questo sistema di governo fosse ormai in crisi.

## Il Duecento

### Vittorie militari
Tra il 1197 e il 1203 la città consolidò il suo controllo nel contado con alcune energiche azioni militari, soprattutto nel basso Valdarno (strategico per l'accesso fluviale) e nella Valdelsa (importante per il controllo della via Francigena). Nel 1202, dopo anni di assedio, fu presa la città di Semifonte che venne completamente rasa al suolo e dove fu imposto il divieto di edificazione. Con la presa di Semifonte, Firenze assestò un duro colpo al potere degli Alberti, i maggiori nemici all'espansionismo fiorentino che avevano fatto della Valdelsa la loro roccaforte, sostituendosi al potere feudale e controllando gli accessi alla via Francigena

### Il regime podestarile
Nel 1207 infatti il governo venne riformato e si passò dai consoli a un unico podestà, un cavaliere preferibilmente forestiero, affinché si tenesse imparziale e al di fuori dalle contese tra le fazioni cittadine. Il primo podestà fu Gualfredotto da Milano. I requisiti per accedere alla carica erano la dignità cavalleresca, l'abilità militare e la conoscenza giuridica, che di fatto restringevano la scelta ai soli rampolli di famiglie aristocratiche. Nella pratica poi esisteva un consiglio oligarchico ristretto e uno collegiale, del quale facevano parte i capitani delle Arti: entro la prima metà dei Duecento il sistema delle corporazioni era completamente organizzato.

### Crescita demografica
Nel corso del Duecento Firenze visse il suo apogeo: già tagliata fuori dalla Francigena vi si collegò, effettuando una vera e propria rivoluzione stradale, grazie all'attrattività del suo mercato economico ed alla sicurezza del contado assoggettato da una serie di azioni militari.
Si era formato in quel periodo un nuovo ceto: i ricchi mercanti che avevano iniziato a legarsi con politiche matrimoniali all'antica aristocrazia, univano il lusso e la raffinatezza al grande potere economico delle loro imprese, venendo poi definiti grandi o magnati.
Dal contado inoltre proveniva un flusso sempre maggiore di genti, spesso immigrati di qualità provvisti di capitali e forte spirito d'iniziativa che in breve tempo avrebbero moltiplicato la popolazione e l'economia cittadina. Ma forte era anche la richiesta di manodopera a basso costo, che convogliò in città folle di subalterni, che non trovavano posto nella città antica delle torri, per questo si affollavano in miseri "borghi", cioè zone densamente abitate a ridosso degli accessi entranti nelle mura urbane.

### Arrivo degli ordini mendicanti
In sostegno di questi diseredati giunsero presto gli ordini mendicanti, che si distribuirono a raggiera attorno alle mura: i francescani presso "Il Prato di Ognissanti" e sul sito della futura basilica di Santa Croce, i domenicani a nord-ovest (dove sorgerà la basilica di Santa Maria Novella) nel 1219, i silvestrini al Cafaggio (futura chiesa di San Marco), vicini ai serviti (dove sorgerà la basilica della Santissima Annunziata), gli umiliati presso piazza Ognissanti, mentre l'Oltrarno ospitava i carmelitani (chiesa del Carmine) e gli agostiniani (basilica di Santo Spirito). Nasceva così una nuova conformazione urbanistica caratterizzata da chiese via via ingrandite e trasformate in basiliche, ciascuna con una piazza antistante, disposte a raggiera attorno alla cinta muraria.

### Lotta agli eretici
Non mancò la diffusione di dottrine ereticali, tra le quali si radicò soprattutto quella dei catari, grazie anche all'appoggio di alcune grandi famiglie ghibelline, quali gli Uberti, come risposta al papato avversario. La repressione delle eresie non tardò e si servì degli stessi ordini mendicanti: fino al 1244 i domenicani, poi i francescani di Santa Croce.
La colonna davanti alla chiesa di Santa Felicita, ricorda il principale episodio: uno scontro tra le due fazioni che nel 1244 ebbe come protagonista l'inquisitore domenicano Pietro da Verona, inviato a Firenze dal papa per sconfiggere l'eresia, che con la sua foga oratoria, aveva infiammato gli animi di molti fiorentini organizzando una milizia chiamata "Società di Santa Maria", che debellò con la violenza il proselitismo dei catari.

### Guelfi e ghibellini
L'inizio delle contese tra guelfi e ghibellini viene fatto risalire tradizionalmente alla contesa tra Amidei e Buondelmonti del 1216, ma i primi scontri effettivi si ebbero quando Federico II decise di mandare in città il proprio figlio naturale Federico d'Antiochia (podestà dal 1246) per appoggiare il partito ghibellino. Grazie alla propaganda guelfa la lotta agli eretici si fuse con quella ai ghibellini (ve ne sono echi anche nella Divina Commedia di Dante Alighieri, nell'episodio dedicato a Farinata degli Uberti, Inf. X). Nel 1244, Pietro da Verona accese gli animi di una parte della popolazione chiedendo una riforma politica e sociale.
Il governo ghibellino rispose istituzionalizzando le Arti e introducendo rappresentanti del Popolo (la nuova borghesia) accanto al podestà. Federico d'Antiochia governò con metodi duri e nel 1248 represse con energia un tentativo di insurrezione guelfa: egli, nei piani del padre, avrebbe dovuto assoggettare la città al controllo imperiale. Dopo l'iniziale resistenza i guelfi vennero scacciati lasciando la città in mano ai ghibellini, in particolare alla famiglia Uberti. Nel frattempo gli esuli guelfi si erano sparsi nel contado, mantenendo capitali, prestigio e contatti con la curia pontificia.

### Il "Governo del Primo Popolo"

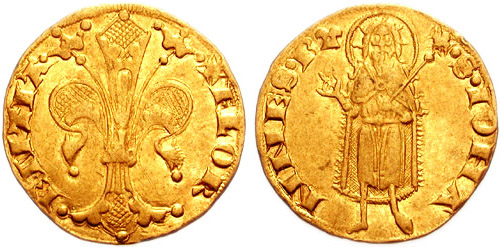
Fiorino del 1347

Il 21 settembre 1250 l'esercito fiorentino fu sbaragliato in una imboscata guelfa a Figline Valdarno: un mese dopo un'insurrezione guidata dal "Popolo" scacciava Federico e tutte le grandi famiglie che lo avevano appoggiato. Iniziava così il florido periodo del Popolo Vecchio o del Primo Popolo. Dal punto di vista politico le istituzioni ricalcarono la situazione creata dai ghibellini nel 1244-46, con un doppio sistema: da una parte il comune col podestà e due consigli; dall'altra il Popolo con un capitano (forestiero come il podestà), affiancato da altri due consigli: quello degli Anziani di 12 membri eletto dalle 20 compagnie militari, quindi su base territoriale, e quello dei 24 consoli delle Arti. Il potere esecutivo e quello di iniziativa legislativa spettavano al capitano del Popolo e al Consiglio degli Anziani, ma le leggi dovevano essere ratificate prima dai due consigli podestarili.
Il crescere di importanza delle Arti segnava una sempre maggiore diffidenza verso il ceto aristocratico, sia esso guelfo o ghibellino, per questo, sebbene fedeli nell'alleanza col papato e distaccati da Manfredi di Svevia, i popolani fiorentini non si guardavano dal dirsi guelfi. Risale a quegli anni lo scapitozzamento delle torri dei nobili, provvedimento sia di ordine pubblico che simbolico e morale. Nel 1255 si costruiva il palazzo del Popolo, poi detto il Bargello.
Il decennio del Primo Popolo vide il fiorire straordinario delle attività economiche, sostenute anche dalla propria valuta in oro, il fiorino: introdotto nel 1252, fu la prima moneta aurea dell'Europa occidentale, grazie al valore sia in peso che in lega che rimaneva straordinariamente costante (San Giovanni 'un vuole inganni è un proverbio fiorentino che dice come l'effigie di San Giovanni Battista sul fiorino fosse garanzia di qualità), assicurando una straordinaria diffusione in tutta Europa e nel bacino del Mediterraneo, quale moneta per le transazioni economiche importanti, i grossi pagamenti e i prestiti internazionali.

### La battaglia di Montaperti
La salita alla ribalta di Manfredi di Svevia dopo la sconfitta di Ezzelino da Romano (1259), la rivalità di Siena (rivale in campo economico), di Pisa e l'ostilità dei ghibellini esuli furono le forze che si coalizzarono in una guerra contro Firenze che ebbe il suo momento decisivo il 4 settembre 1260 con la battaglia di Montaperti: sconfitti disastrosamente i guelfi, i ghibellini ripresero la città, dando il via a una serie di ritorsioni che consisterono nell'esilio, la confisca dei beni e la distruzione delle case per i guelfi. Ma quando il vicario di Manfredi in Toscana propose nel 1264 di radere al suolo la città, come Federico I aveva fatto con Milano un secolo prima, la dura opposizione di Farinata degli Uberti salvò Firenze, come tramandato dai famosi versi di Dante Alighieri.

### L'intervento di Urbano IV
Nel 1263 papa Urbano IV, deciso ad abbattere Manfredi in favore di Carlo d'Angiò, scomunicò i ghibellini di Firenze e di Siena. Più che le implicazioni religiose di tale provvedimento, preoccupava la conseguenza che ogni buon cristiano era sollevato dal pagare i debiti verso gli scomunicati. Le grandi compagnie commerciali si affrettarono a fare omaggio alla Santa Sede, in cambio di un documento che li metteva in condizione di esigere i propri crediti.

### La battaglia di Benevento
Bastò la notizia che Manfredi era stato sconfitto nella battaglia di Benevento (febbraio 1266) per far insorgere il Popolo contro i ghibellini, che vennero definitivamente scacciati. Si instaurò un governo sempre più a tinte guelfe (sebbene il Popolo e la Parte Guelfa fossero ancora entità distinte), suggellato dalla nomina a podestà di Carlo d'Angiò stesso, dal 1267.

### Gli anni '80
Nel 1280 grazie ad una pace mediata dal cardinale Latino Malabranca Orsini molti ghibellini poterono tornare in patria. Presto la sorte in Italia sembrò però arridere di nuovo ai ghibellini (la salita al potere del nuovo imperatore Rodolfo d'Asburgo, la stabilizzazione del potere ghibellino in Romagna con Guido da Montefeltro e i Vespri siciliani contro Carlo d'Angiò in Sicilia), riaccendendo le tensioni tra le fazioni. A Firenze ne approfittò il Popolo, sempre latentemente in conflitto con l'aristocrazia, che ottenne delle modifiche istituzionali tra il 1282 e il 1284 senza gravi scosse, quali: l'istituzione del collegio dei sei priori delle Arti (uno per sestiere), di un gonfaloniere scelto dalle Arti, di un consiglio, di reparti armati e inoltre di far entrare i propri esponenti nel consiglio del podestà. Si rafforzava così ulteriormente la voce delle organizzazioni professionali, non senza l'appoggio di alcune famiglie guelfe, degli imprenditori e dei banchieri.
La rivale Pisa veniva nel frattempo sconfitta da Genova nel 1284, iniziando la sua decadenza marittima che avrebbe portato alla conquista da parte di Firenze nel 1406.

### La battaglia di Campaldino
La battaglia di Campaldino (11 giugno 1289) non fu solo la definitiva sconfitta dei ghibellini, rinvigoriti dalla situazione internazionale, ma era anche un modo dei "magnati" (l'aristocrazia) di sottolineare la propria importanza grazie all'uso che essi avevano delle armi, rispetto alla fascia "popolana" (rappresentata dalla borghesia imprenditoriale).

### GliOrdinamenti di Giustizia
Dopo la vittoria di Campaldino andò affermandosi sempre più l'esigenza da parte del popolo di ottenere una sorta di indipendenza dai magnati. Nel dicembre 1292 venne estratto un governo vicino alle ideologie popolane. Questi si mise a lavorare febbrilmente alla creazione di quello che sarebbe diventato il più importante documento politico della storia di Firenze: gli Ordinamenti di Giustizia. Furono promulgati il 18 gennaio del 1293 e rappresentarono un vero e proprio spartiacque con l'epoca passata, nel tentativo di fermare l'ingerenza delle famiglie potenti, che vennero definite dagli ordinamenti "magnati". In questo documento si stabilì: la creazione di una classe di magnati, comprendente una quarantina di famiglie nobili dell'epoca (furono aumentate a circa 70 in una rubrica dell'aprile dello stesso anno) e la loro completa esclusione dalle cariche politiche, compreso il consolato delle arti; la suddivisione delle arti (7 arti maggiori e 14 minori) e l'obbligo, per chi avesse intenzione di ricoprire una carica politica, di essere iscritto ad una di esse; la creazione di una federazione delle arti; la creazione del Gonfaloniere di Giustizia eletto dai consoli delle arti con il compito di guidare una guardia civica di 1000 uomini. Personalità di spicco dell'epoca è la figura di Giano Della Bella, inflessibile esecutore degli ordinamenti ma che ben presto si inimicò le famiglie dei magnati
L'ammorbidimento del '95 permise ad alcuni magnati di rientrare nel governo cittadino, mentre il fautore della riforma, Giano, veniva esiliato per sospetti di volersi fare signore di Firenze: uno scotto che dovette pagare nonostante l'appoggio incondizionato di gran parte del Popolo come testimoniato da Dino Compagni. Il suo esilio fu una sorta di patto tacito tra Popolo e aristocrazia guelfa: il primo aveva infatti bisogno della seconda per le sue alleanze col Papa, il Re di Francia e gli Angioini che permettevano la prosperità dei commerci e delle attività bancarie. La discriminazione tra magnati di antica e nuova ricchezza era ormai sempre più sfumata, come dimostra il sistema di dichiarazione dei magnati, su segnalazione popolare, che talvolta includeva anche esponenti provenienti "dal Popolo". In definitiva la discriminazione non era basata sul profilo sociale o sullo stile di vita, ma più che altro sul piano politico: era un magnate chiunque potesse dar sospetto di attentare alla supremazia del Popolo nel governo della città.

### Guelfi Bianchi e Neri
Un ulteriore motivo di tensione fu rappresentato dalla scissione del partito guelfo nelle due fazioni dei Donati (i "neri", più legati al papato e sostenuti dall'élite mercantile e finanziaria) e dei Cerchi (i "bianchi", moderati). Il periodo di disordini, che coinvolse anche Carlo di Valois, ingombrante ospite cittadino inviato da Papa Bonifacio VIII, si concluse con la cacciata dei bianchi (tra cui Dante Alighieri in consorteria con i Gherardini di Montagliari). L'oligarchia mercantile, che però doveva contrastare l'opposizione sia dei nobili sia delle altre Arti, le 5 «mediane» e le 9 «minori», il cui malcontento cresceva, mentre si acuiva il contrasto fra "popolo grasso" e "popolo minuto". Ma le controversie non si conclusero con la cacciata dei Bianchi, in quanto anche la fazione dei Neri si divise in Donateschi (capeggiati da Corso Donati) e dei Tosinghi (seguaci di Rosso Della Tosa). Dopo l'uccisione di Corso Donati e la cacciata dei suoi seguaci la situazione cittadina si tranquillizzò temporaneamente.

### Traguardi artistici
In quegli anni iniziò la straordinaria stagione dell'architettura fiorentina: mentre i cantieri delle chiese in costruzione andavano avanti, il rivestimento del Battistero segnava uno sviluppo dell'architettura romanica, grazie alla disposizione degli elementi architettonici improntata all'antico più che altrove, che sarebbe ulteriormente maturata nei secoli successivi.
Ma la cosa più stupefacente fu la messa in opera nel giro di pochi anni di opere grandiose come la nuova cerchia muraria (1282-1333), la cattedrale di Santa Maria del Fiore (dal 1296) e il palazzo dei Priori (dal 1298), in una città che stava arrivando a sfiorare i centomila abitanti. Ne fu protagonista Arnolfo di Cambio, che sviluppò anche la scultura su base monumentale, come appreso dal suo maestro Nicola Pisano.
In quegli anni i poeti del dolce stil novo rinnovavano la letteratura sostenendo l'uso del volgare, e Cimabue e il suo allievo Giotto portavano avanti il rinnovamento della pittura bizantina gettando le basi per uno stile artistico nuovo anche in pittura.
Ma tutta la città era un fiorire di creatività e di ostentazione di ricchezza attraverso l'arte e lo sfarzo: i grandi palazzi degli Spini, dei Frescobaldi, dei Gianfigliazzi, le nuove chiese (Santa Trinita, Santa Croce, Santa Maria Novella, Santa Maria degli Angeli, ecc.), i nuovi tre ponti sull'Arno.

## Il Trecento

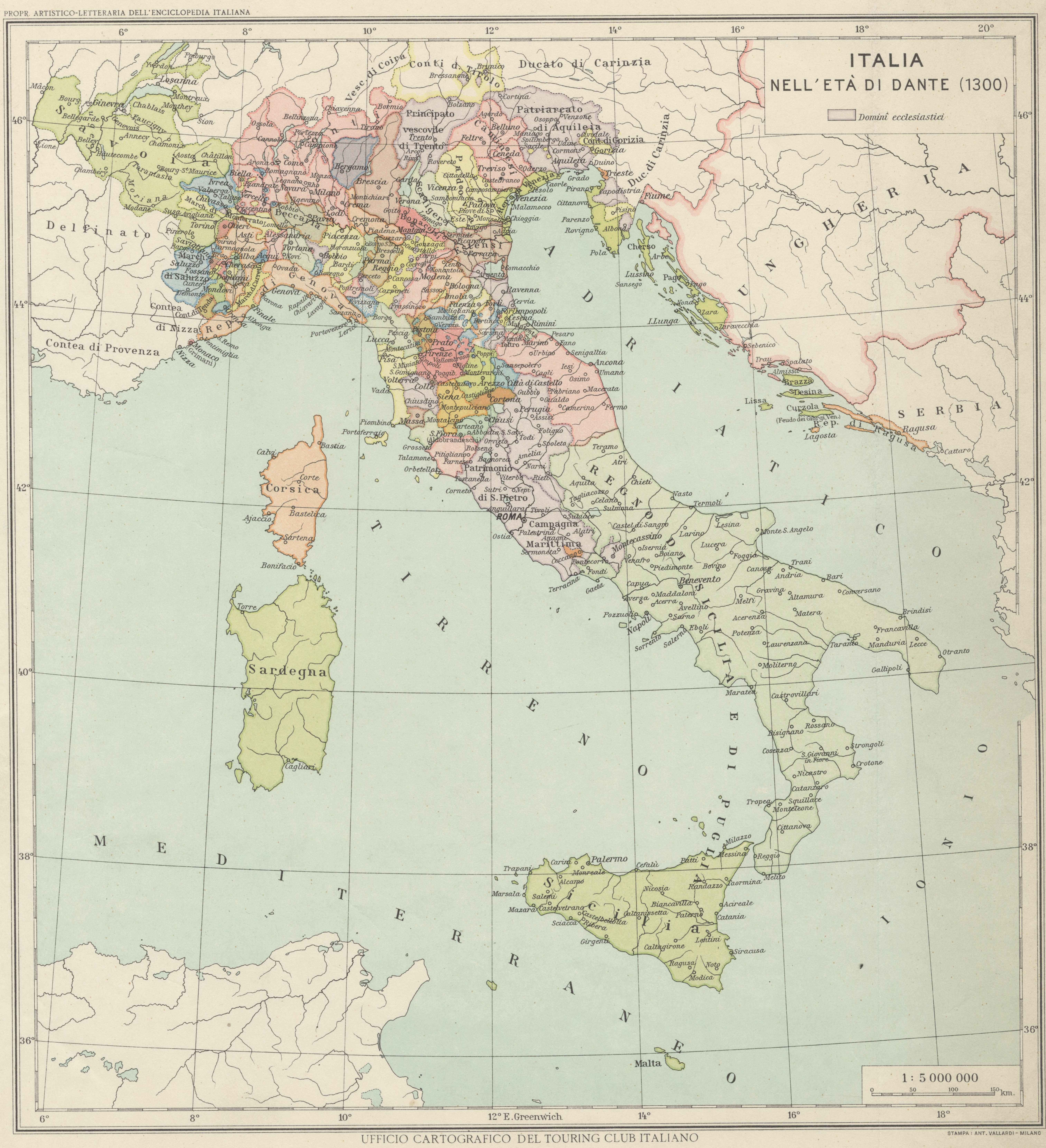
Mappa dell'Italia del 1300

### Il culmine economico

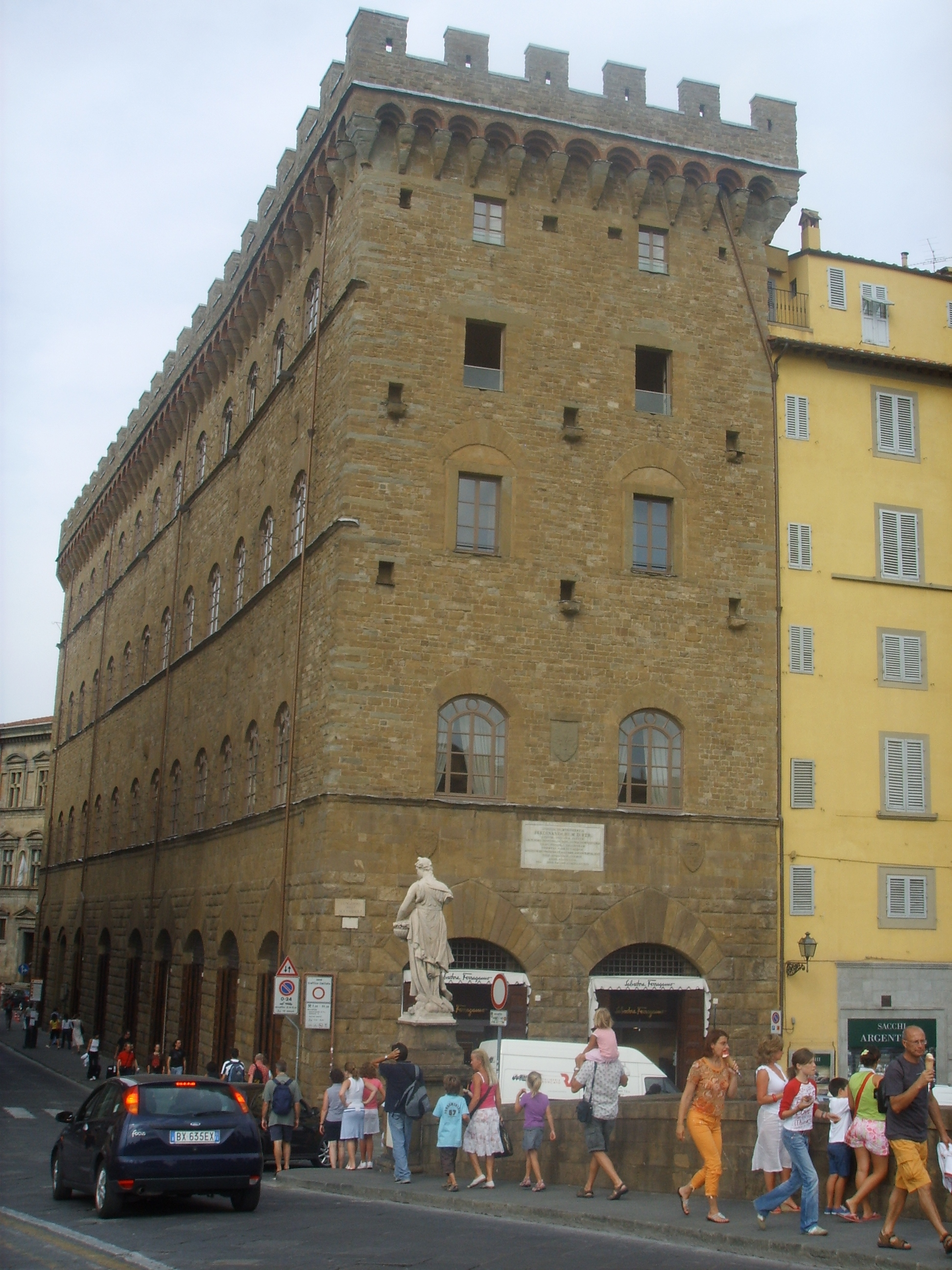
Palazzo Spini

Il primo Trecento segnò nuovi record per l'economia, l'arte e la cultura fiorentina. In quegli anni si lavorò al completamento dei grandi cantieri aperti nel Duecento (Cattedrale, Palazzo vecchio e mura) e se ne iniziarono di nuovi: il Campanile di Giotto, Orsanmichele, la Loggia della Signoria e la Loggia del Bigallo, che sono in genere considerati il canto del cigno dell'architettura gotica a Firenze.
L'economia era trainata dalle imprese bancarie (degli Spini, dei Frescobaldi, dei Bardi, dei Peruzzi, dei Mozzi, degli Acciaiuoli e dei Bonaccorsi), che prestavano denaro ad alto tasso (e ad alto rischio) ai papi di Avignone ed ai sovrani di tutta Europa (soprattutto ai re di Francia e di Inghilterra), e dalle industrie manifatturiere, soprattutto laniere: è stato calcolato che a Firenze si raffinassero e si producessero direttamente tra il 7% e il 10% di tutti i panni di lana prodotti in Occidente, con una grande richiesta di tinture pregiate, di allume (fissante per i colori) e di manodopera, la quale era impiegata nelle circa trenta fasi della lavorazione dei fiocchi di lana fino alla pregiata stoffa. Il commercio, le attività bancarie e quelle manifatturiere si sostenevano a vicenda generando un circolo virtuoso che macinava straordinarie ricchezze, le quali non toccavano però la gran parte dei malpagati ceti subalterni della città e del contado.

### Debolezza militare
La Firenze del Trecento era però debole militarmente, come dimostrarono alcune sconfitte nei primi decenni del Trecento, che compromisero il prestigio cittadino, ma non portarono a rovesciamenti istituzionali: la battaglia di Montecatini del 1315 e la battaglia di Altopascio del 1325, entrambe contro le forze ghibelline.
Firenze dopotutto si stava avviando a diventare guida di uno Stato regionale, con un territorio di influenza che andava dal Basso Valdarno al Chianti, dalla Valdelsa e dall'Alto Valdarno fino all'Appennino, con influenza su centri minori e città come Prato, Pistoia e poi Arezzo.

### Il crack finanziario
L'avvio della guerra dei Cent'Anni portò la notizia dell'insolvenza di Re Edoardo III d'Inghilterra, al quale molti banchieri fiorentini avevano prestato ingenti somme di denaro. Ciò avviò una serie di fallimenti a catena, disastrosi per l'economia cittadina.
Già nel 1311 fallirono i Mozzi e nel 1326 gli Scali. Il 4 novembre 1333 una disastrosa alluvione spazzava via tre dei quattro ponti sull'Arno, trascinando via anche l'antica statua di Marte protettrice della città, che fu interpretato come un triste presagio.
Il periodo più nero si ebbe tra il 1342 e il 1346 quando fallirono a catena i Bardi, i Peruzzi, gli Acciaiuoli e i Bonaccorsi. Ma le famiglie magnatizie riuscirono a salvare parte delle ricchezze, riconvertendole in feudi e castelli.

### Il Duca di Atene

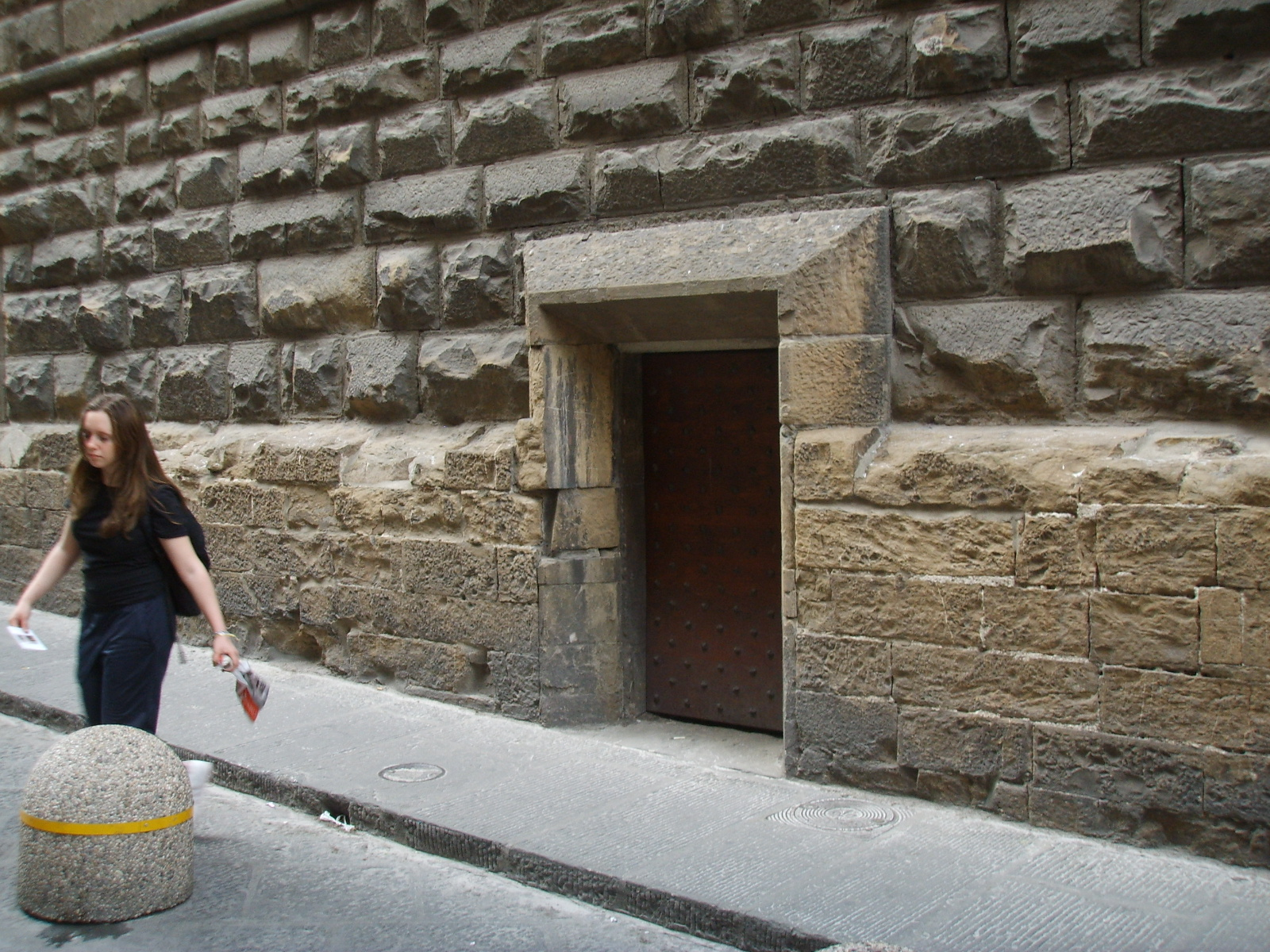
La Porta del Duca di Atene a Palazzo Vecchio, Firenze, fatta costruire da Gualtieri di Brienne come via di fuga dai suoi appartamenti, che effettivamente utilizzò quando venne cacciato dalla città

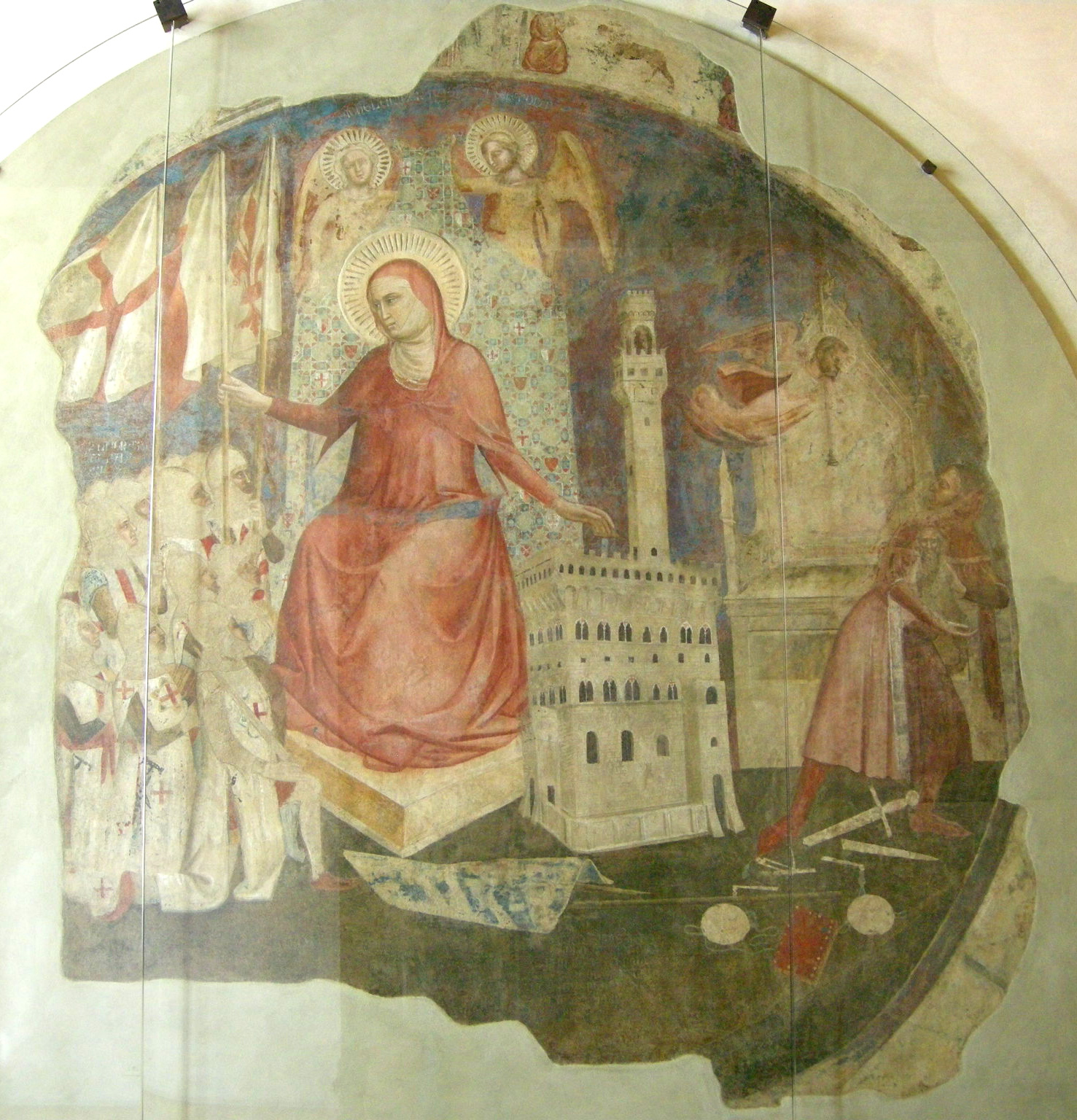
Cacciata del Duca d'Atene, affresco nel Carcere delle Stinche, ora in Palazzo Vecchio

Per rimediare a una situazione sociale sull'orlo del collasso ed alla conseguente instabilità politica si decise di affidare la balìa (il governo) a un nobile francese già conosciuto a Firenze durante la sua visita al seguito di Carlo di Calabria nel 1325-1327: Gualtieri VI di Brienne, duca nominale di Atene.
La sua politica fece però presto pentire i fiorentini, poco inclini a sopportare i suoi colpi di testa, le iniziative arroganti e gli atteggiamenti superbamente cavallereschi. Il Duca di Atene, cercando di svincolarsi dal sostegno della classe magnatizia che lo aveva chiamato in città, iniziò a promuovere una politica moderatamente favorevole ai ceti subalterni, probabilmente con l'interesse di costituirsi una base di appoggio indipendente. Il popolo minuto, tra i quali spiccavano per numero i lavoratori subalterni dell'Arte della Lana (i "Ciompi"), era infatti al di fuori dell'organizzazione delle Arti, quindi anche della vita politica, e riceveva bassi salari che permettevano solo una magra sussistenza contando spesso sul sostegno degli ospedali e delle istituzioni caritatevoli della città.
Questa politica fu la goccia che fece traboccare il vaso per i già diffidenti "popolani grassi" che gli avevano affidato la balìa, che iniziarono a congiurare contro di lui, anche con più iniziative indipendenti, rovesciandolo e costringendolo alla fuga il 26 luglio 1343, giornata di Sant'Anna che rimase negli annali cittadini come data da festeggiare per la ritrovata libertas. All'eroica rimozione del Duca d'Atene erano stati dedicati anche cicli di affreschi, come la Cacciata del Duca d'Atene dell'Orcagna in Palazzo Vecchio, oggi quasi completamente perduti.

### Primi tumulti: la sommossa di Ciuto Brandini
Subito dopo la cacciata di Gualtieri montò il disagio, e i primi tumulti si ebbero nell'autunno dell'anno dopo, quando furono prontamente soffocati senza sopire però il malcontento.
Pochi mesi dopo, nel mese di maggio 1345, entra in scena il cardatore Ciuto Brandini, del quartiere artigianale settentrionale di San Pier Maggiore: Ciuto organizzò uno sciopero e delle adunanze per le vie della città, in Piazza Santa Croce e alla Loggia dei Servi di Maria, ma il tentativo di associare i propri compagni di lavoro in una 'fratellanza' che raccogliesse le adesioni di operai e artigiani fallì: arrestato con i figli il 24 maggio 1345, fu giudicato dal podestà e in pochi giorni mandato a morte per decapitazione L'esperienza di Ciuto può essere considerata l'antesignana di quanto sarebbe successo con il tumulto dei Ciompi di oltre trent'anni dopo.

### L'oligarchia delle Arti

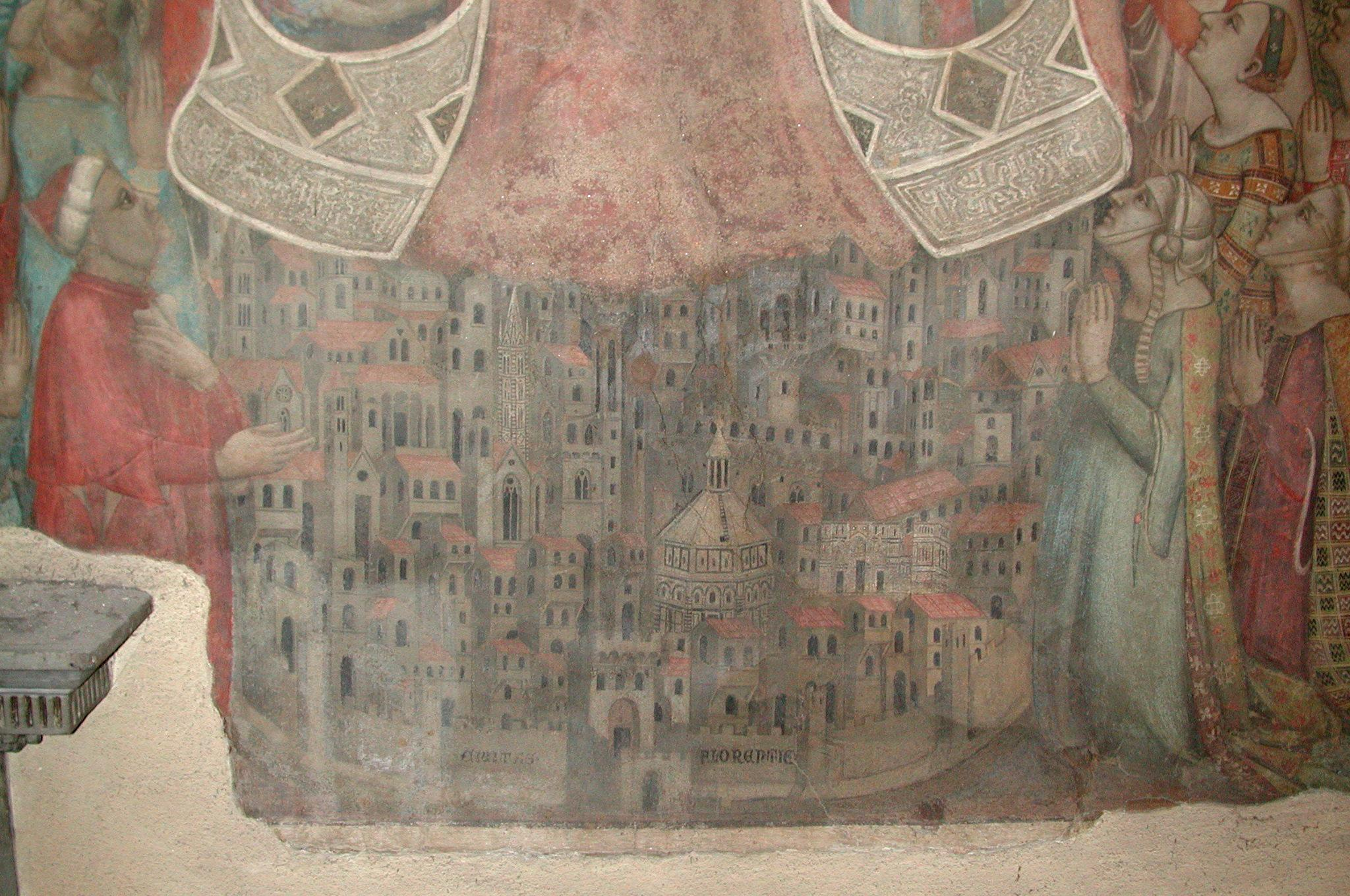
La più antica veduta di Firenze nella Madonna della Misericordia della prima metà del XIV secolo, Museo del Bigallo

Il "Popolo Grasso", ormai aperto anche all'ingresso delle famiglie magnatizie che avessero reso particolari servigi alla Repubblica, seppe sfruttare la situazione per accentrare definitivamente il potere nelle proprie mani. Ormai le decisioni spettavano al gonfaloniere di giustizia, agli otto priori delle Arti, al Consiglio dei Buonomini ed a quello dei sedici gonfalonieri di Compagnia (quattro per ciascuna nuova circoscrizione dei quartieri, divisi a loro volta in quattro "gonfaloni" per la riscossione erariale e per la leva militare, nonostante in città si facesse ormai ampio uso di truppe mercenarie).

### La "peste nera"
L'epidemia della peste nera del 1348 colpì tutta l'Europa, dando il colpo di grazia ad un'economia che stava già subendo un generale ristagno.
Alcune quantificazioni parlano di una riduzione della popolazione fiorentina compresa tra il 40% e il 60%, simile a quella di altre grandi città dell'epoca. Comunque le stime variano anche di molto: dai circa 120.000-90.000 abitanti di inizio del Trecento, si calcolano perdite fino ad arrivare ad una popolazione di 50.000 unità o addirittura 30-25.000. In ogni caso i primi dati storicamente accertabili si hanno nel 1427 con le stime catastali, che calcolano una popolazione di circa 70.000 unità. Va considerato che molti erano anche scappati dalla città per la paura del contagio, come testimonia nel suo eccezionale resoconto della peste Giovanni Boccaccio, che proprio nel Decameron ritrasse quella società cortese ed aurea sull'orlo della scomparsa.
La scarsità di manodopera portò alla paralisi delle attività economiche, comprese quelle agricole, che aggravarono la situazione con annate di grave carestia. Infine completano il difficile quadro le frequenti guerre e le razzie delle Compagnie di Ventura.

### Popolo Grasso e Popolo Minuto
A Firenze come in altre città del Centro-Italia la gravità della situazione ebbe come conseguenza una serie di agitazioni dei ceti subalterni ridotti alla miseria.
Dal 1343 l'accesso agli organi governativi venne ridefinito con il sistema delle "imborsazioni", cioè l'estrazione a sorte dei nomi dei candidati inseriti entro "borse". I nomi imborsati erano scelti tra i cittadini del popolo grasso, epurati però dai nomi sgradevoli al ceto dirigente tramite la magistratura speciale della Parte Guelfa, che poteva "ammonire" (cioè epurare dalle liste) i cittadini dichiarandoli "ghibellini".
Erano esclusi tutti gli esponenti del popolo minuto, che non solo non avevano alcuna Arte alla quale partecipare, ma non possedevano nemmeno il diritto di riunirsi per qualsiasi scopo, nemmeno in confraternite religiose. Si ebbe una situazione quindi dove da una parte vi erano le famiglie guelfe dirigenti, arroccate sulla loro posizione predominante, e dall'altra i loro opponenti politici, esclusi dalle cariche, assieme ai ceti subalterni. Tra il 1350 e il 1375 si ebbe sempre più evidente uno schieramento trasversale che si opponeva al Popolo Grasso, comprendente alcune famiglie magnatizie, le famiglie giunte fresche dal contado in cerca di maggiore fortuna colmando i vuoti lasciati entro le mura dalla pestilenza, e il Popolo Minuto, che veniva sempre più spesso accattivato con vari accorgimenti.

### La guerra degli Otto Santi
Nel 1375 i legati pontifici stavano ri-assoggettando i territori dello Stato della Chiesa in vista di un imminente ritorno del papa a Roma da Avignone.
I legati, tutti di origine francese e mal visti dalla popolazione locale, erano alle prese con altri problemi in Emilia-Romagna quando giunse da Firenze la richiesta di grano che il cardinale a Bologna Guglielmo di Noellet declinò seccamente. L'azione venne interpretata come un tentativo di indebolire Firenze prima di provare a conquistarla, aggravata dall'ingresso delle truppe di Giovanni Acuto nel territorio fiorentino (sebbene il legato si affrettasse a smentire che il condottiero inglese fosse ancora al soldo della Chiesa). I fiorentini vennero incitati alla rivolta soprattutto attraverso i ceti subalterni dai semiereticali "fraticelli" nemici della ricchezza della corte avignonese. Per rivalsa venne quindi dichiarata guerra alla Santa Sede, fomentando la rivolta anche nelle altre città assoggettate al papato.
A Firenze venne creata una magistratura apposita degli "Otto di Guerra". Nel 1376 si unì alla lega Bologna, fortemente sovvenzionata a ribellarsi da Firenze: a scopo dimostrativo Giovanni Acuto compiva pochi giorni dopo l'eccidio di Forlì. Fu allora (31 marzo 1376) che Papa Gregorio XI decise di scomunicare i fiorentini dichiarando decaduto qualsiasi credito verso di loro ed iniziando con lo scacciare seicento di loro da Avignone confiscando tutti i loro beni.
La contromossa dei fiorentini fu quella di iniziare a chiamare gli otto magistrati della guerra "Otto santi", a sottolineare la legittimità morale delle loro rivendicazioni.
Quando Caterina da Siena, grande mediatrice tra gli interessi opposti dei fiorentini e del papato, ottenne il rientro del papa in Italia (in viaggio dal 13 settembre 1376 al 17 gennaio 1377), si aprirono nuove trattative, che però non ebbero l'esito sperato. Con la tregua stipulata da Bologna, i fiorentini decisero di arruolare Giovanni Acuto dalla loro parte (aprile 1377), mentre il clero fiorentino veniva pesantemente tassato ed obbligato a riaprire le chiese e celebrare le funzioni.
L'intransigenza degli Otto (la cui mancata deposizione era ormai l'unico motivo di attrito col pontefice) venne mediata dall'intervento di Bernabò Visconti, che convocò una conferenza di trattative a Sarzana (12 marzo 1378) interrotta pochi giorni dopo (il 27) per la morte di Gregorio XI. Con l'elezione di Urbano VI si riuscì a trovare la pace, firmata il 28 luglio 1378 a Tivoli. I fiorentini si impegnarono a pagare, in cambio della cancellazione dell'interdizione, la somma di 250.000 fiorini che vennero poi pagati solo in parte.

### Il Tumulto dei Ciompi
Dopo il peso avuto nella guerra degli Otto Santi, il "Popolo Minuto" non tardò ad alzare di nuovo la propria voce, questa volta con una serie di rivendicazioni che segnarono una notevole scossa nelle istituzioni della Repubblica: nel luglio 1378 scoppiava il Tumulto dei Ciompi, con il quale i sottoposti dell'Arte della Lana (chiamati appunto "Ciompi") rivendicavano salari più alti, condizioni di vita migliori e il riconoscimento giuridico della loro professione in un'Arte. Per la prima volta (o quasi) in Europa una classe lavoratrice "proletaria" rivendicava maggiori diritti e la loro protesta, forse anche grazie ad un effetto sorpresa, fu coronata da un rapido successo. Tuttavia le divisioni interne, acuminate volutamente dal "Popolo Grasso", portarono anche a una veloce sconfitta dei "Ciompi" e l'annullamento delle riforme ottenute entro il 1382.

### L'ascesa degli Albizi
Dopo la repressione dei Ciompi, il potere politico tornò in mano ad un ristretto numero di famiglie di banchieri, tra cui la famiglia Albizzi (governo oligarchico 1382-1434) che cercarono di evitare che Firenze si trasformasse in una signoria. I tempi erano maturi per il tramonto della forma più propriamente comunale e per il passaggio alla forma signorile. Gli Albizzi o Albizi non disdegnavano di usare la violenza e, grazie al controllo delle liste dei cittadini da eleggere, si era creato un solido schieramento di famiglie alleate, che seppe debellare i rivali: prima i Ricci, poi gli Alberti, i quali avevano cercato appoggio anche nel ceto subalterno. Ma se gli Albizi rappresentavano la vecchia oligarchia, le famiglie inurbate ed arricchitesi di recente si coalizzarono attorno alla famiglia dei Medici (che riceveva anche le simpatie delle Arti "mediane" e "minori"), creando le premesse per uno scontro frontale.

### Politica estera
Durante il periodo del governo oligarchico Firenze sviluppò nuovamente una fiorente economia ed in politica estera appoggiò Venezia contro i Visconti. Nel 1406 occupò Pisa.
Sempre nei primi anni del Quattrocento, Firenze estese il proprio dominio anche a nord dell'Appennino, giungendo ad acquistare Castrocaro, a pochi chilometri da Forlì, allora governata dagli Ordelaffi (1403).

### Lalibertasalle soglie del Quattrocento

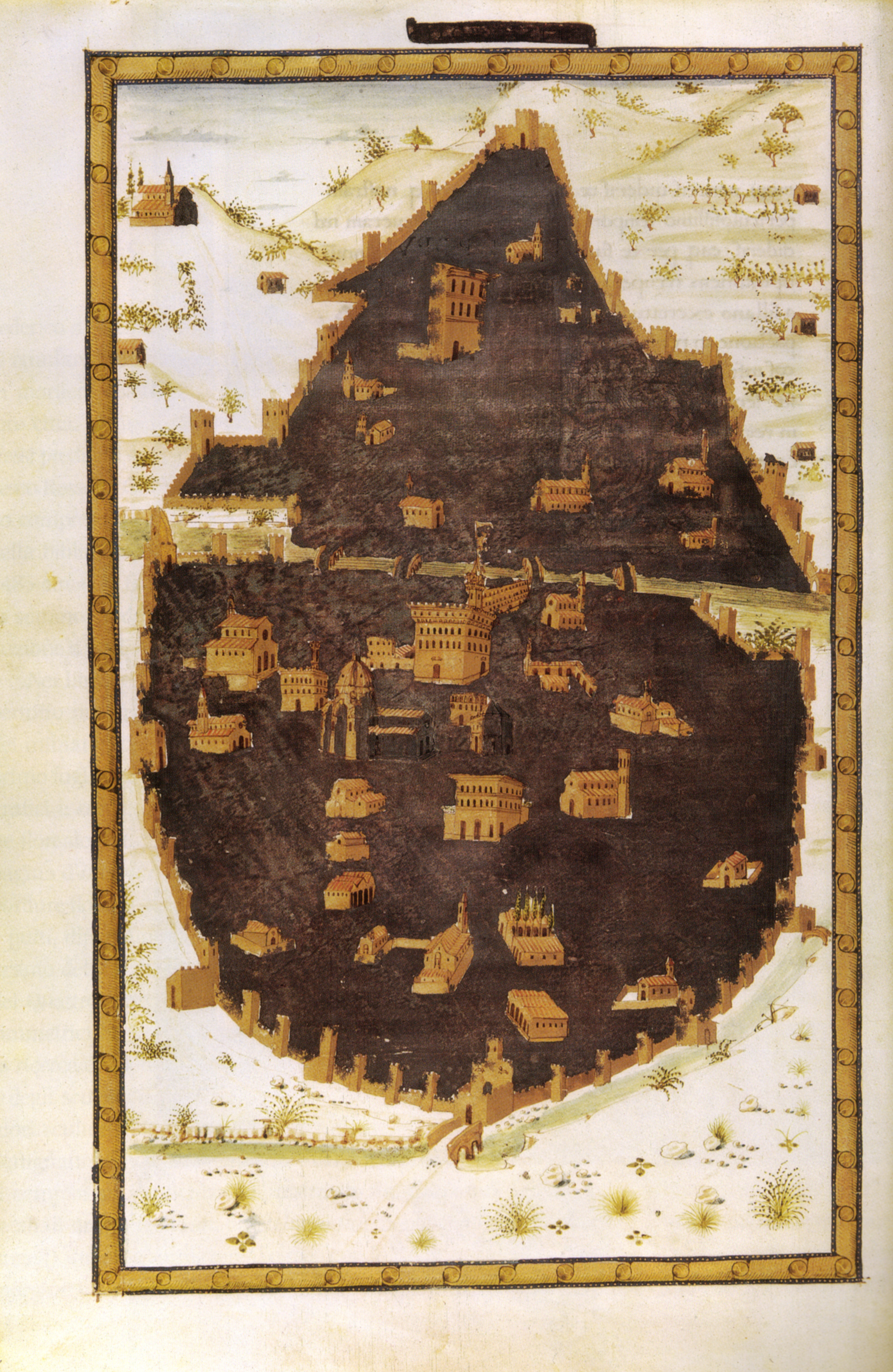
Miniatore fiorentino, pianta di Firenze nellHistoria Florentina di Poggio Bracciolini, Biblioteca Apostolica Vaticana ms. Urb. Lat. 491 f. 4v

L'eloquente prosa ciceroniana di Coluccio Salutati celebrava lo scontro tra la libertas fiorentina e la "tirannia" di Giangaleazzo Visconti desideroso di ampliare il suo dominio sull'Italia centrale. È opportuno sottolineare che il concetto di libertas tanto caro alla tradizione politica fiorentina non può essere assimilato al moderno concetto di libertà: la libertà riguardava la città nei confronti di enti superiori come l'Impero o signorie estranee alla città, ma da un punto di vista interno l'oligarchia al potere non concedeva se non limitate forme di riconoscimento politico ai ceti subalterni e ai singoli individui: la "tirannia" viscontea per certi aspetti si era dimostrata nel complesso meno dura e rapace, più rispettosa delle autonomie locali di quanto non avesse fatto l'affermazione della libertas fiorentina in Toscana.

## Rinascimento

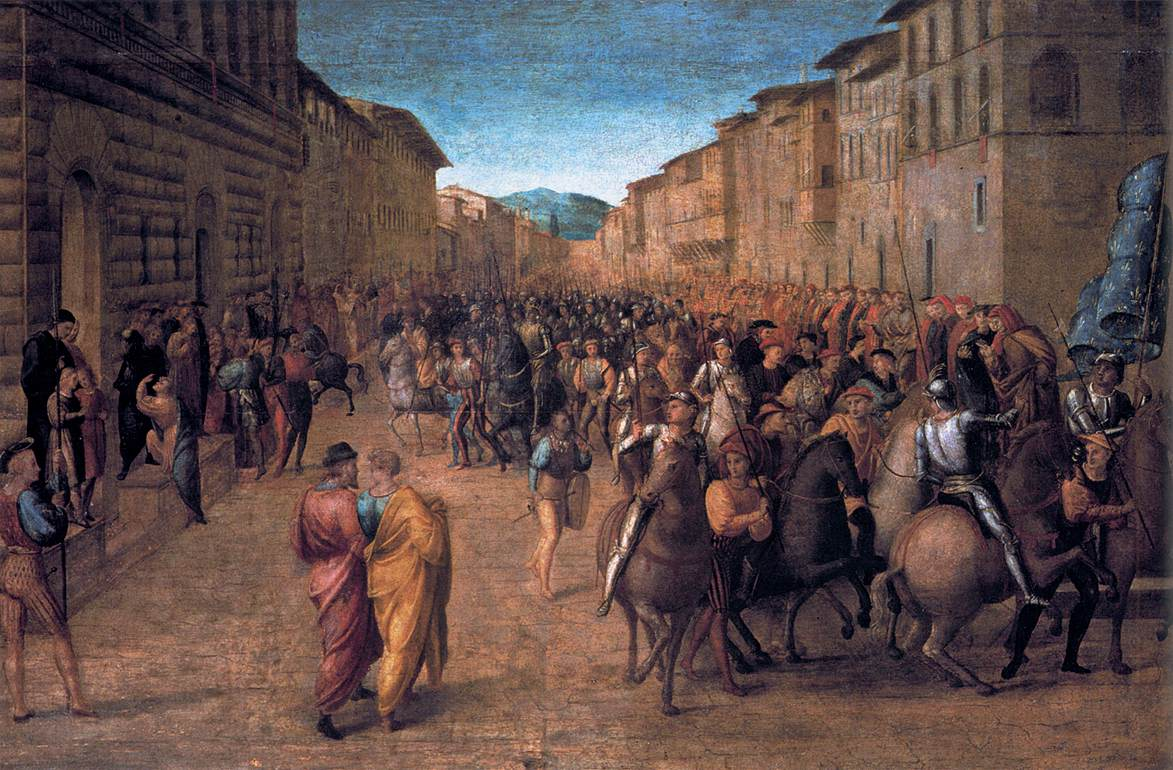
Le truppe francesi entrano a Firenze, 17 novembre 1494, di Francesco Granacci.

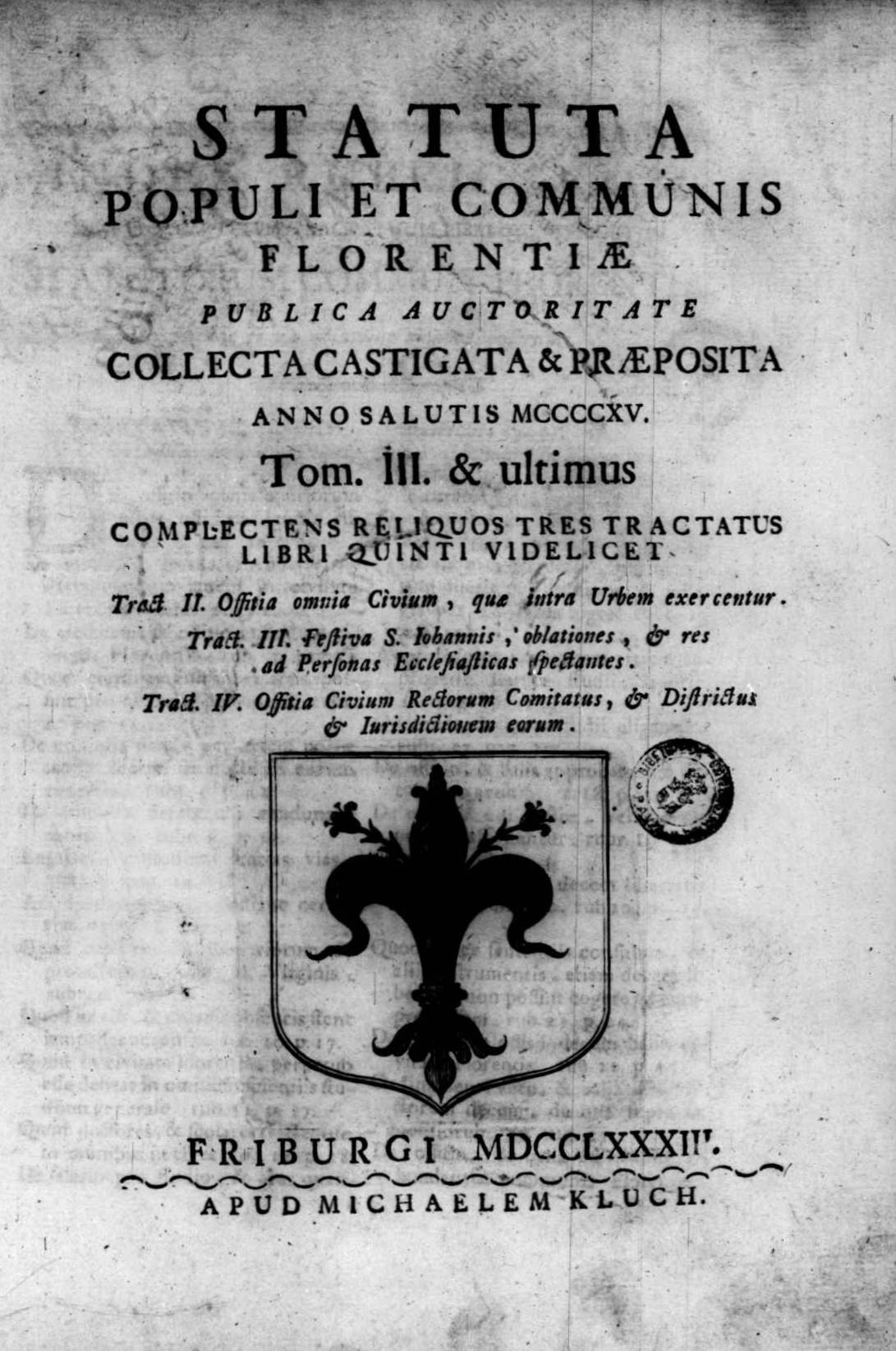
Gli statuti di Firenze del 1415 (Statuta populi et communis Florentiae publica auctoritate collecta castigata et praeposita anno salutis 1415), 1783

Mentre a Firenze era in atto uno straordinario rinnovamento artistico, architettonico e letterario che passò alla storia come Rinascimento, le vicende politiche e militari non erano delle migliori. Nel 1424 la città aveva subito una dura sconfitta nella battaglia di Zagonara e il peso della guerra, sommato alla febbrile attività edilizia per completare la straordinaria cupola del Duomo, rese necessaria l'imposizione di nuove tasse.
Nel 1427 la Signoria impose il "catasto" (ampliato con l'introduzione del valsente nel 1432, per far fronte a improvvise difficoltà di cassa nelle pubbliche finanze), il primo tentativo moderno di equità fiscale, che tassava le famiglie in base alle stime della loro ricchezza, attingendo per la prima volta dove il denaro era veramente concentrato, cioè nelle mani di quelle famiglie di mercanti e banchieri che padroneggiavano anche l'attività politica. I registri del catasto sono una straordinaria fotografia della Firenze dell'epoca (benché l'imposta sia stata presto soppressa, in quanto avrebbe danneggiato i ceti più abbienti). La famiglia più ricca era quella degli Strozzi, ma, molto più defilato, stava sorgendo un nuovo astro, quello dei Medici, che, venuti dalle terre del Mugello alla fine del XII secolo, già si erano guadagnati una solida fama di famiglia favorevole alle rivendicazioni popolari.
Il popolo, escluso dal governo, tentò varie volte di abbattere l'oligarchia, finché si alleò alla famiglia Medici. Nel 1433 Cosimo, capo della famiglia, dopo esser stato arrestato, fu esiliato; l'anno seguente, però, i suoi sostenitori ottennero il priorato e Cosimo fu richiamato a Firenze. Il suo ritorno segnò la fine del governo oligarchico e l'inizio della Signoria dei Medici. La città si arricchì notevolmente, nonostante i danni subiti da numerosi edifici cittadini a causa del terremoto del 28 settembre 1453 che in città raggiunse il VII grado della scala Mercalli.
Cosimo de' Medici (1434-1464) conservò le forme esteriori della repubblica, però ottenne dal popolo la "balìa degli squittìni", vale a dire il potere di decidere i nomi dei candidati agli uffici del Comune. In tal modo, pur essendo da un punto di vista formale nulla di più di un privato cittadino, Cosimo mantenne il governo della città diventando "signore" di fatto. Cosimo formò una sorta di triumvirato col fratello Lorenzo e il cugino Averardo, circondato da un gruppo di artisti ed informatori vari. Seppur visto di malocchio, non fu mai contrastato a causa del periodo di crisi che Firenze stava attraversando. Ammirando la serietà di Cosimo, il cardinale Cossa, antipapa con il nome di Giovanni XXIII, lo volle avere con sé durante il Concilio di Costanza nel 1414; ma essendo stato deposto ed incarcerato il Cossa, lui e altri seguaci del papa, dovettero darsi alla fuga. Il nuovo gonfaloniere Guadagni richiamò Cosimo a Firenze e nel 1433 lo pose in stato di arresto presso il palazzo della signoria. Prendendo in considerazione tutte le cospirazioni in cui i Medici erano stati coinvolti dal 1378 al 1431, anno della sventurata guerra di Lucca, la signoria ne proclamò l’esilio prima per cinque anni poi per dieci a Padova. Il 5 Ottobre del 1434, però, Cosimo fu invitato dalla Signoria a rientrare a Firenze. Fu accolto con trionfo e gli Albizi furono condannati all’esilio. Fino alla sua morte conservò Firenze neutrale nei confronti delle guerre.
Dopo la morte di Cosimo de Medici, gli succedette il figlio Piero, il quale nonostante fosse afflitto da una grave deformazione riuscì a scongiurare un attacco di Luca Pitti alla signoria. Ebbe due figli maschi: Lorenzo e Giuliano. Il maggiore prese il posto del padre fino al 1492.
Periodo di splendore per Firenze fu quello di Lorenzo de Medici il quale comprese che l’Italia poteva rimanere in pace solo grazie a un’intima intesa tra Firenze, Milano e Napoli, così che l’espansionismo della Chiesa e i maneggi di Venezia fossero neutralizzati. Dopo la morte di Paolo Sforza, Lorenzo cercò di rafforzare le cordiali relazioni della città con Milano accogliendo nel ’71 il duca Galeazzo Maria con sontuose feste. Egli cercò inoltre di allargare la cerchia delle sue conoscenze sia con i potenti d’Italia sia con quelli dell’estero per esempio i Bentivoglio di Bologna o Luigi XI di Francia. A quel tempo anche i rapporti con la Chiesa erano amichevoli e nel ‘71 Lorenzo si recò a Roma per portare obbedienza al nuovo papa Sisto IV. Però di lì a poco questa perfetta intesa tra i due si spezzò a causa della contesa per l’acquisto di Imola che provocò anche dissidio tra i Medici e i Pazzi, altra famiglia di Firenze, i quali sostennero il pontefice per interesse familiare.
Un altro pericolo per Firenze fu l’ascesa di Pietro Riario e di Giuliano Della Rovere, cardinali che presero sempre più potere, e l’assegnazione della nomina di arcivescovo a Francesco Salviati; nel frattempo la potenza territoriale della Chiesa aveva subito un aggressivo accrescimento. La prima risposta di Firenze alle manovre ostili della Santa Sede fu la conclusione di una lega difensiva (Santissima Lega) con Milano e Venezia nel 1474. Fu permesso l’accesso ad essa anche al papa e al re di Napoli, ma entrambi rifiutarono accentuando la divisione dell’Italia in due campi avversi. Da questo momento in poi, anche Firenze stessa fu divisa in due: da una parte i Medici, dall’altra i Pazzi. La congiura organizzata da quest’ultimi si concluse il 26 Aprile del 1478 con l’assassinio di Giuliano de Medici durante la messa in Cattedrale. La reazione di Lorenzo si manifestò da subito: Francesco de Pazzi e Francesco Salviati furono impiccati al palazzo della Signoria; tutti quelli denunciati come amici dei Pazzi furono giustiziati; Jacopo de Pazzi appena fu riconosciuto fu ucciso; i Pazzi non compromessi furono mandati in esilio. Nessuno rimase impunito e anche il nipote del papa mandato a Firenze proprio per pronunciare la messa del 26 Aprile fu preso in ostaggio come prigioniero. Ciò scatenò la rabbia del papa il quale scomunicò Lorenzo e i maggiorenti della Repubblica, dando inizio ad una guerra. Dopo mesi di duri scontri nel 1480 si stipulò la pace tra Firenze e la Chiesa, la quale sciolse Lorenzo dalla scomunica. Nei suoi ultimi anni di vita dovette fronteggiare numerosi scontri e pericoli, ma riuscì a mantenere un governo stabile fino alla sua morte, l’8 aprile 1492.

La Repubblica di Lucca fu l'unico Comune-Città-Stato a non venir soggiogato e assorbito dalla Signoria di Firenze, rimanendo formalmente indipendente e sovrana sino al decreto di scioglimento imposto da Napoleone Bonaparte. Venne quindi annessa al Granducato di Toscana nel 1847 e poi al Regno d'Italia.

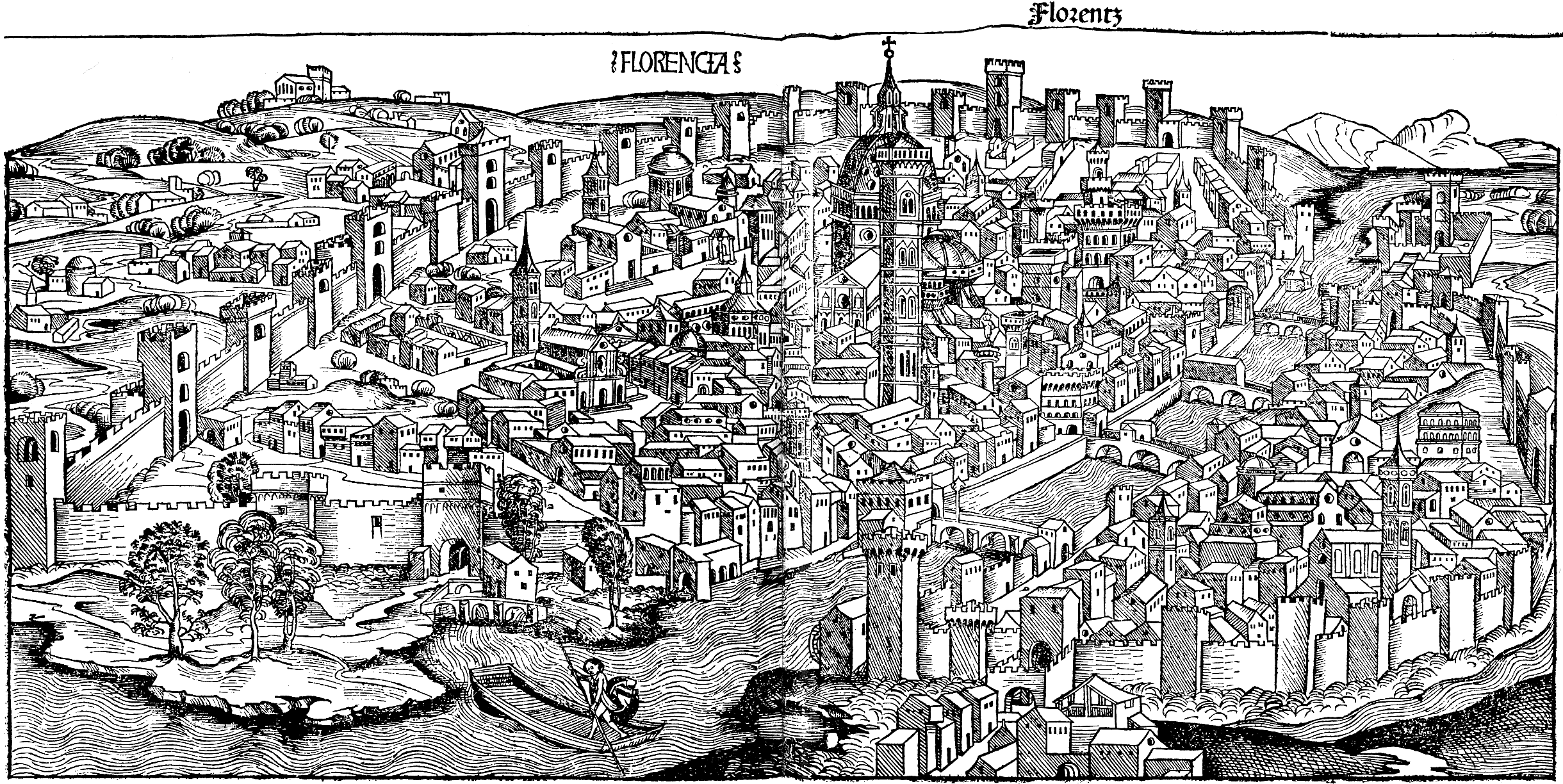
Firenze 1493

Il primo periodo del dominio dei Medici finì con il ritorno di un governo repubblicano, influenzato dagli insegnamenti del radicale priore Domenicano Girolamo Savonarola (che fu giustiziato nel 1498 e che prima di morire lasciò un trattato sul governo di Firenze), nelle cui parole si ritrovano spesso argomenti che saranno oggetto di controversie religiose dei secoli seguenti.
Un altro personaggio fu Niccolò Machiavelli, le cui indicazioni per l'affidamento del governo di Firenze a una figura forte sono spesso lette come una legittimazione delle tortuosità e anche degli abusi dei politici. Il 16 maggio 1527 i fiorentini estromisero nuovamente i Medici - riportati al potere dagli spagnoli nel 1512 - e ristabilirono una repubblica.

## Il granducato

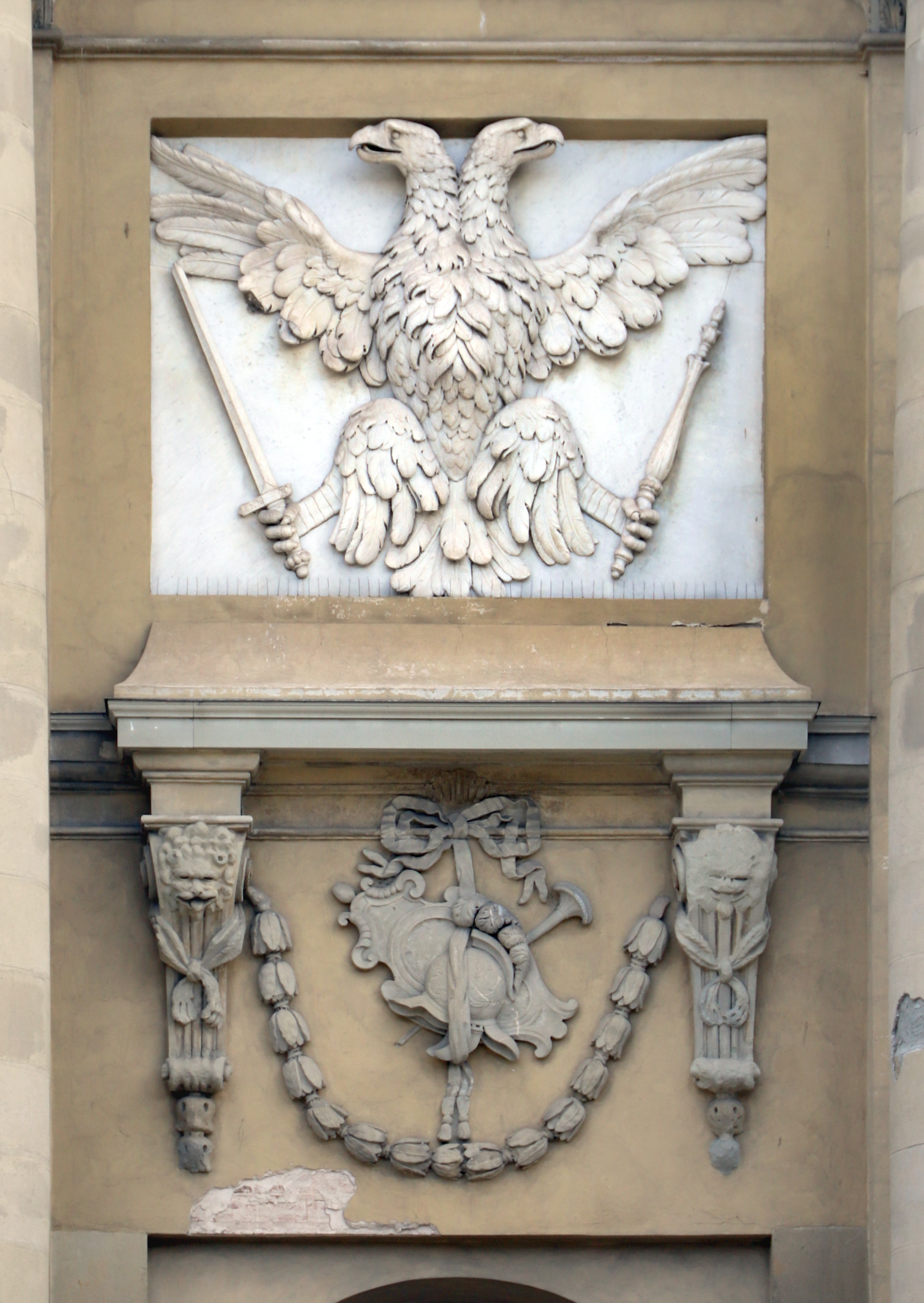
Il blasone dei Lorena, nell'arco di Trionfo in piazza della Libertà che celebrò il loro arrivo in città

Con la Pace di Barcellona del 29 giugno 1529, l'imperatore Carlo V d'Asburgo e il papa Clemente VII (Giulio de' Medici) si accordarono per restaurare la dinastia Medici a Firenze tramite il nipote del papa, Alessandro, cosa che avvenne effettivamente al termine dell'assedio di Firenze nel 1530. I Medici diventarono nel 1532 duchi ereditari di Firenze, e nel 1569 granduchi di Toscana, regnando per due secoli. Nel frattempo, Firenze aveva vinto la secolare opposizione di Siena, conquistando quest'ultima nel 1555 al termine della cosiddetta guerra di Siena. La pace di Cateau-Cambrésis nel 1559 sancì l'annessione della Repubblica senese al dominio dei Medici, sebbene fossero formalmente immutate le strutture politiche antecedenti, anche se svuotate di potere.
L'economia fiorentina nel suo periodo di massima ricchezza si era basata sulla produzione di panni di lana e, in misura inferiore, di seta di altissima qualità, e sul sistema bancario diffuso che, tramite emissari in tutta Europa e nel bacino del Mediterraneo, garantiva l'approvvigionamento delle materie prime, lo smercio dei prodotti finiti, il trasporto, le importazioni e tutta una serie di attività collaterali. Verso la fine del XVI secolo tuttavia il mercato dei tessuto di lana, vera base della ricchezza fiorentina, era stato invaso dalle nuove stoffe di produzione inglese e olandese, più leggere e meno costose, alle quali i fiorentini non seppero rispondere con innovazioni all'altezza, che causarono a un drastico calo della produzione tessile a partire dal XVII secolo. La produzione della seta invece, incentivata dalla politica dei granduchi nella coltivazione estesa del gelso, riuscì a mantenere i suoi punti di forza, seppure orientandosi verso prodotti di uso comune anziché legati al lusso, e rimase un prodotto esportato dalla Toscana fino al XIX secolo. 
Il sistema bancario e il commercio internazionale dei fiorentini subì invece un considerevole declino, rivaleggiato dai banchieri tedeschi, protetti dagli Asburgo, e genovesi, protetti dalla Spagna. I toscani, privi dell'appoggio di una potenza politica internazionale, rimasero inevitabilmente indietro rispetto al nuovo, immenso giro d'affari sviluppatosi attorno all'oro e all'argento proveniente dal Nuovo Mondo. Nonostante alcune iniziative prese dai Fiorentini ad Anversa e nonostante l'ascesa del porto di Livorno, che divenne in quegli anni uno dei grandi empori del commercio mediterraneo (pur trattando pochissimo le merci autoctone), nel Seicento i Granduchi e le famiglie toscane rivolsero i loro affari essenzialmente all'agricoltura e occasionalmente ad altre attività che, pur di successo, non produssero quella ricchezza diffusa dei secoli precedenti. Tra queste attività si possono citare le bonifiche, l'implementazione delle cave di Carrara, la ripresa dell'estrazione del ferro all'Isola d'Elba, la produzione della porcellana e, a livello più minuto, l'appoggio ininterrotto all'artigianato di lusso e alla produzione artistica. 
L'estinzione della dinastia dei Medici e l'ascensione nel 1737 di Francesco Stefano, duca di Lorena e marito di Maria Teresa d'Austria, portò all'inclusione della Toscana nei territori satellite della corona austriaca, rimanendone però di fatto separata. La dinastia granducale Lorena regnò tranquillamente nella città, distinguendosi per la sua liberalità: mentre Livorno diveniva un porto franco (dove cioè chiunque poteva stabilirsi senza persecuzioni di tipo religioso o "legale") fra i più attivi del Mediterraneo, il granduca Pietro Leopoldo avviò la riforma agraria e, il 30 novembre del 1786, promulgò il nuovo codice criminale, grazie al quale, per la prima volta nella storia degli stati moderni, furono abolite la pena di morte e la tortura. Questi atti da monarca illuminato gli fecero guadagnare la stima degli illuministi. All'occupazione francese si fanno risalire le spoliazioni napoleoniche della Toscana.

## Ottocento e primo Novecento

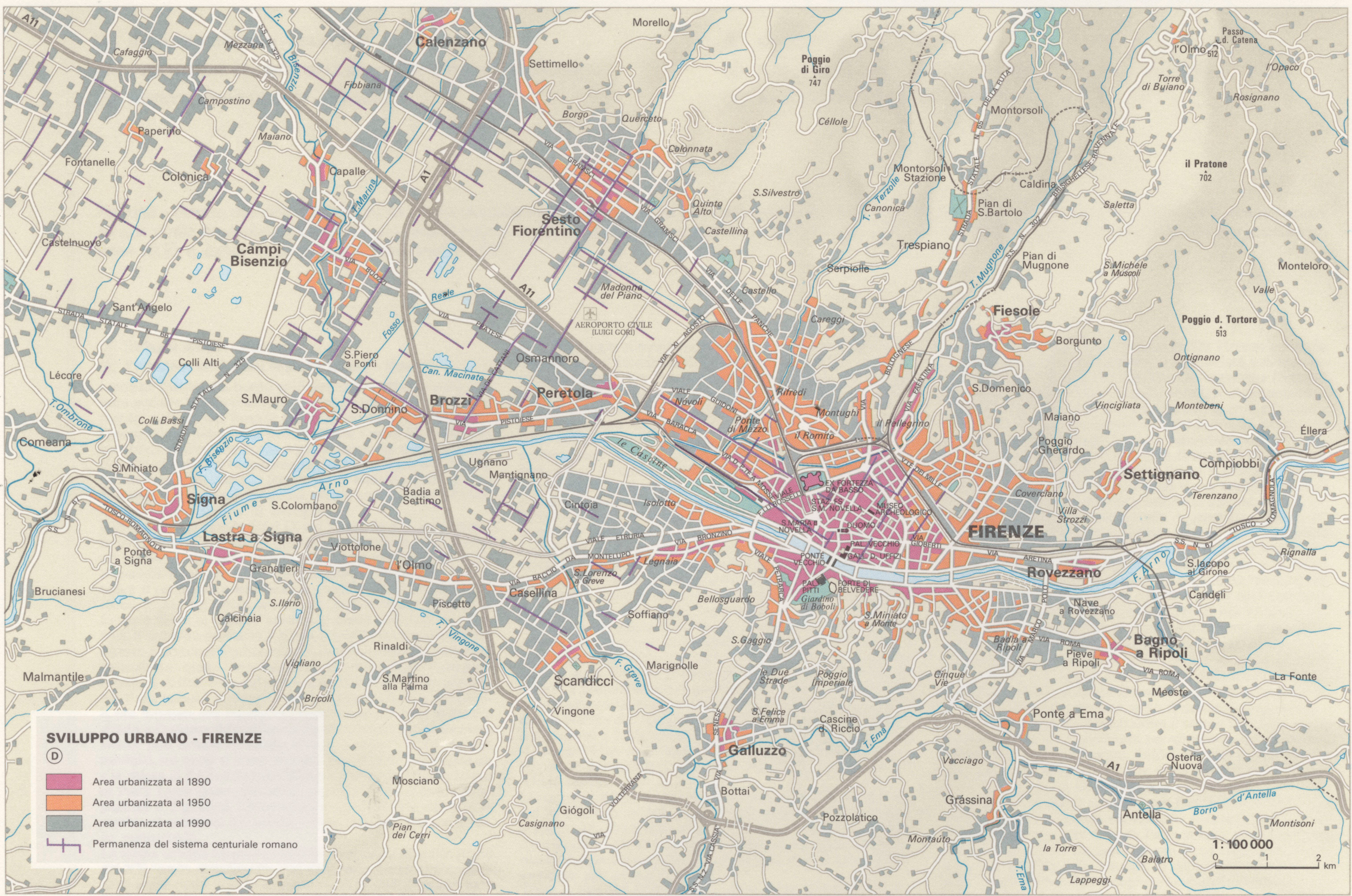
Sviluppo urbano dalla seconda metà dell'Ottocento

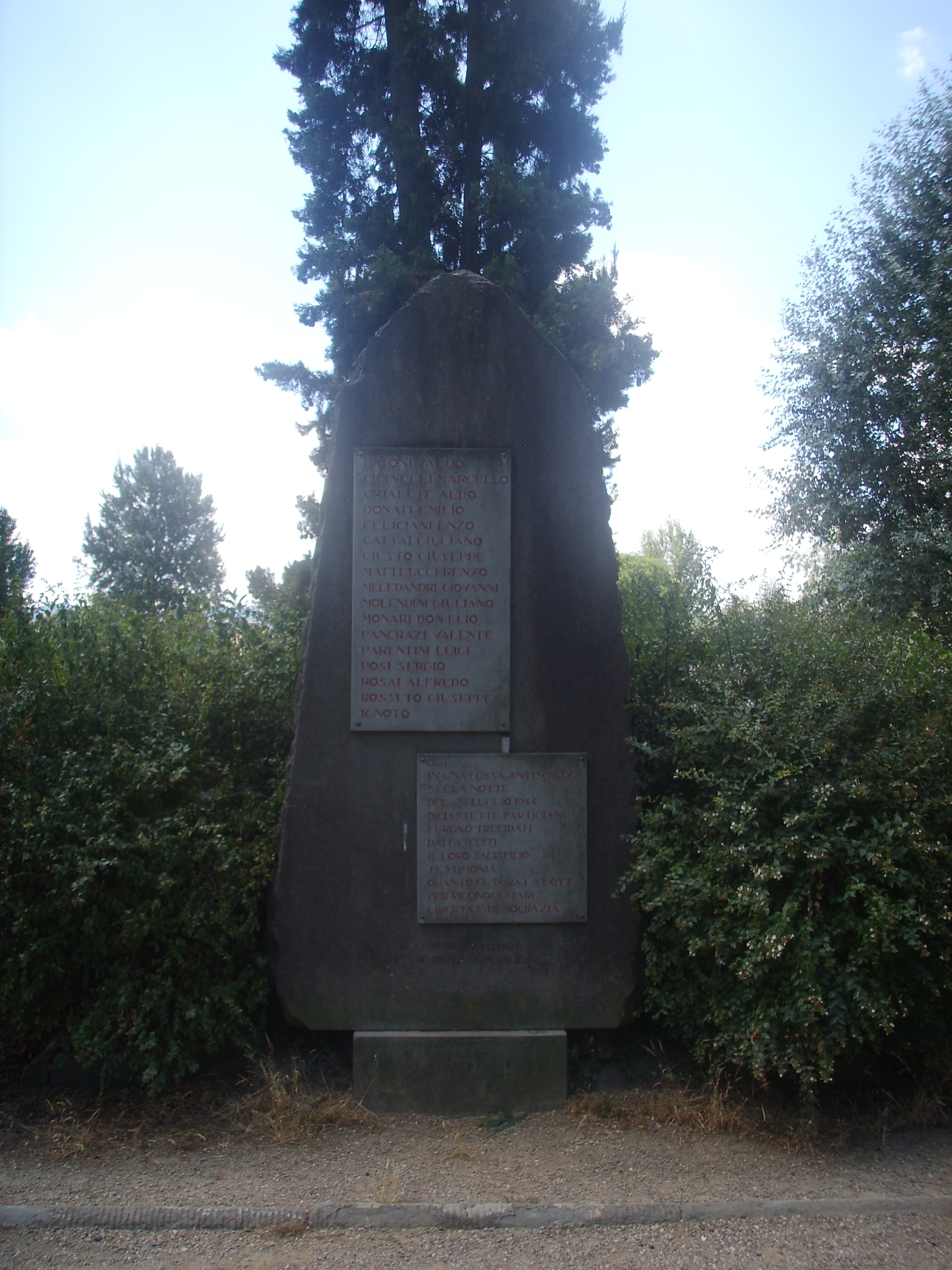
Una lapide commemora vittime partigiane al parco delle Cascine

Con un plebiscito nel 1861 fu deposto l'ultimo granduca e la Toscana fu annessa al neocostituito Regno d'Italia.
Firenze subentrò a Torino come capitale d'Italia nel 1865, ma l'ambito ruolo fu trasferito a Roma sei anni dopo, dopo che anche il Lazio fu annesso al Regno. In questo periodo ebbero luogo gli stravolgimenti urbanistici del cosiddetto Risanamento.
Il 18 maggio 1895 si verificò un terremoto che causò gravi danni a numerosi edifici, soprattutto chiese, sia in città che nei dintorni, dove si contarono anche 3 morti nei pressi di Grassina e un altro decesso a San Martino a Strada a causa dei crolli dovuti al sisma.
Nel XIX secolo la popolazione di Firenze raddoppiò, e triplicò nel XX con la crescita del turismo, del commercio, dei servizi finanziari e dell'industria. La comunità straniera arrivò a rappresentare un quarto della popolazione nella seconda metà dell'Ottocento ed a questo periodo risale la visione romantica della città immortalata da scrittori come James Irving e dagli artisti preraffaelliti e che lasciò in eredità alla città numerose ville di magnati soprattutto inglesi con le loro eclettiche collezioni d'arte, che oggi sono musei, come il Museo Horne, il Museo Stibbert, la villa La Pietra, ecc. L'Institut français de Florence, primo istituto francese al mondo, nasce a Firenze nel 1907. Il British Institute of Florence, primo istituto britannico al mondo, nasce a Firenze nel 1917.

## Seconda guerra mondiale

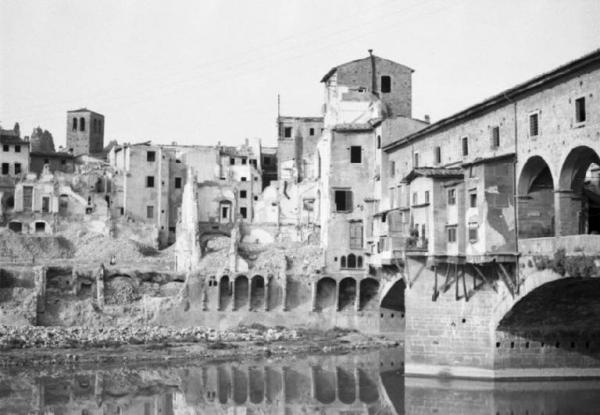
Le macerie di via dei Bardi distrutta dalle mine tedesche la notte del 3-4 agosto 1944 ed il Ponte Vecchio che fu risparmiato

Durante la seconda guerra mondiale la città fu occupata per un anno dai Tedeschi (1943-1944). Forte e diffusa fu la Resistenza all'occupazione nazifascista, culminata nell'insurrezione dell'agosto 1944 e nella successiva battaglia sostenuta dalle forze partigiane per la liberazione della città (11 agosto 1944).
Alla fine di luglio e all'inizio di agosto 1944, le truppe dell'esercito neozelandese (2nd New Zealand Division) che liberavano la Toscana hanno colpito le colline Pian dei Cerri che si affacciano sulla città. Dopo molti giorni di combattimento vigoroso dei tedeschi, i neozelandesi hanno costretto il nemico a ritirarsi.
La città fu liberata dall'esercito neozelandese (2nd New Zealand Division) il 4 agosto 1944.
Episodi della seconda guerra mondiale a Firenze e nel suo territorio:
- villa Triste;
- martiri del Campo di Marte;
- radio CORA;
- eccidio di San Piero a Ponti;
- strage del collegino di Sesto Fiorentino;
- strage di Castello;
- eccidio di Piazza Tasso.

## Secondo dopoguerra
Il 12 febbraio 1951 la moda made in Italy ebbe ufficialmente battesimo a Firenze, alla prima sfilata italiana organizzata da Giovanni Battista Giorgini.
Il 4 novembre 1966, a seguito di un'eccezionale ondata di maltempo che colpì gran parte dell'Italia, si verificò la disastrosa alluvione di Firenze. L'Arno invase gran parte del territorio cittadino, provocando 34 vittime e danni incalcolabili. Anche il patrimonio artistico della città fu gravemente colpito. Le immagini di Firenze sommersa dalle acque e dal fango suscitarono un'enorme solidarietà e migliaia di volontari, i cosiddetti angeli del fango, accorsero da tutto il mondo in aiuto della città.

## XXI secolo
Nel 2002 Firenze ha ospitato il primo grande European Social Forum.
Nel 2008 è iniziato il processo di realizzazione della nuova rete tranviaria, di cui la prima linea è stata completata nel 2010, nonostante le numerose contestazioni che ne hanno accompagnato la costruzione. Nel 2019 è stata inaugurata la seconda linea, prolungata nel 2025.
Nel settembre 2013 la città è stata sede del Mondiale di Ciclismo su strada. Nel 2024 è iniziato da Firenze il Tour de France.